# 2020 dans les parcs de loisirs
| Années des parcs de loisirs : 2017 - 2018 - 2019 - 2020 - 2021 - 2022 - 2023    |
| Décennies des parcs de loisirs : 1990 - 2000 - 2010 - 2020 - 2030 - 2040 - 2050 |

L'article 2020 dans les parcs de loisirs répertorie les événements marquants et les nouveautés majeures de l'année 2020, dans le domaine des parcs de loisirs à travers le monde.

## Parcs d'attractions

### Ouverture
- Daqingshan Wildlife Park ( Chine) ouvert au public le 1er janvier
- Visionland Dingcheng ( Chine) ouvert au public le 18 janvier
- Dream Island ( Russie) ouvert au public le 29 février
- Smurfs Theme Park ( Chine) ouvert au public le 29 mai
- Family Park ( France) (réouverture après déménagement) ouvert au public le 1er juillet
- Gulliver's Valley Resort ( Royaume-Uni) ouvert au public le 11 juillet
- Oriental Heritage Jiangyou ( Chine) ouvert au public le 18 juillet
- Chongqing Sunac Land ( Chine) ouvert au public en août
- Sunac Land Chengdu ( Chine) ouvert au public le 19 septembre
- Ticiland ( Suisse) ouvert au public le 10 octobre
- Happy Valley (Nankin) (en) ( Chine) ouvert au public (en soft launch) le 11 novembre
- Suzhou Amusement Land Forest World ( Chine)

### Changement de nom
- Rainbow Magicland devient MagicLand ( Italie)[1]
- Vinpearl Land (Kiên Giang) devient VinWonders (Kiên Giang) ( Viêt Nam)
- Vinpearl Land (Khánh Hòa) devient VinWonders (Khánh Hòa) ( Viêt Nam)
- Vinpearl Land (Quảng Nam) devient VinWonders (Quảng Nam) ( Viêt Nam)

### Fermeture
- Al Hokair Land Theme Park ( Arabie saoudite)
- Movie Animation Park Studios ( Malaisie) fermé le 28 janvier[2]
- Fantasy Island (en) ( États-Unis) fermé le 19 février[3],[4].
- Holy Land Experience ( États-Unis) fermé le 14 mars[5].
- Toshimaen ( Japon) fermé le 31 août[6].

## Parcs aquatiques

### Ouverture
- Plopsaqua Hannut-Landen à Hannut ( Belgique) partiellement ouvert au public le 11 décembre (en raison des mesures dues à la pandémie de Covid 19)[7]

### Changement de nom
- Boomerang Bay (Santa Clara) devient South Bay Shores ( États-Unis)
- Magic Waters devient Six Flags Hurricane Harbor Rockford ( États-Unis)
- White Water Bay (Oklahoma) devient Six Flags Hurricane Harbor Oklahoma City ( États-Unis)

### Fermeture
- Wild River Country ( États-Unis)

## Événements
- Janvier
  - 24 janvier 2020 -  Chine - En raison des risques liés à la pandémie de Covid-19, le parc Shanghai Disneyland ferme ses portes pour une durée indéterminée[8]. Il est suivi le 26 janvier 2020 par Hong Kong Disneyland, Ocean Park et Happy Valley[9].
- Février
  - 11 février 2020 -  Turquie - En raison de problèmes financiers, Wonderland Eurasia — parc proposant le plus de montagnes russes en Asie — ferme ses portes après quelques mois[10],[11]. Il a été annoncé depuis qu'un nouveau gestionnaire a l'intention de rouvrir le parc[12]. En novembre, la presse annonce sa fermeture[13].
  - 27 février 2020 -  Japon - Les parcs du Tokyo Disney Resort, Universal Studios Japan, Legoland Japan ainsi que d'autres parcs japonais annoncent leur fermeture temporaire en raison de la propagation sur le territoire du coronavirus[14]. Ils ferment leurs portes le 29 février.
- Mars
  - 13 mars 2020 -  France - Après plusieurs mesures prises à partir du 10 mars pour faire appliquer le décret interdisant les rassemblements de plus de mille personnes[15],[16], les parcs de Disneyland Paris[17] ainsi que le Futuroscope[18], seuls parcs français ouverts habituellement en cette période, ferment temporairement leurs portes aux visiteurs à partir du 14 mars et pour une durée indéterminée. La majorité des autres parcs français et européens annoncent retarder l'ouverture de leur saison[19].
- Juin
  - juin 2020 -  France - Ouverture des premiers parcs français post-Covid-19 le 6 juin 2020 avec Le Pal[20] et le parc Saint-Paul[21]. Ils sont suivis le 11 juin 2020 par le Puy du Fou[22] et le 13 juin 2020 par le Futuroscope qui rouvre ses portes les week-ends, puis tous les jours dès le 27 juin[23].
- Juillet
  - 15 juillet 2020 -  France - Disneyland Paris rouvre ses portes, après 4 mois de fermeture[24].
  - 15 juillet 2020 -  Hong Kong - Hong Kong Disneyland referme ses portes à la suite d'une reprise de la pandémie dans le pays.
- Août
  - 3 août 2020 -  Royaume-Uni - Looping Group rachète le parc d'attractions Drayton Manor[25].
- Octobre
  - 23 octobre 2020 -  Belgique - Le comité de concertation de Belgique annonce de nouvelles mesures visant à limiter la propagation de la Covid-19. Parmi celle-ci, la fermeture des parcs d'attractions[26],[27] et parcs aquatiques dont Walibi Belgium[28], Aqualibi[29], Bellewaerde[30], Plopsaland De Panne[31] et Bobbejaanland[32]. Les parcs animaliers comme Pairi Daiza ont l'autorisation de rester ouverts[33].
  - 24 octobre 2020 -  Italie - Un décret de la présidence du Conseil des ministres ordonne la fermeture des parcs de loisirs en Italie[34],[35].
  - 28 octobre 2020 -  France - À la suite de la hausse des cas de Covid-19, Emmanuel Macron annonce un nouveau confinement national à partir du 30 octobre[36] obligeant les parcs de loisirs français à fermer à nouveau leurs portes comme les parcs de Disneyland Paris, le parc Astérix, le Futuroscope, qui annoncent une fermeture temporaire jusqu'au 19 décembre 2020[37],[38].
  - 29 octobre 2020 -  Allemagne - La situation sanitaire du pays pousse le gouvernement allemand à ordonner la fermeture des parcs de loisirs dont Europa-Park[39], Rulantica[40] ou Phantasialand à partir du 2 novembre.
- Novembre
  - 24 novembre 2020 -  Australie - Stuart Ayres (en), ministre du Travail de Nouvelle-Galles du Sud, et Peter Hearne, directeur du Luna Park de Sydney, annoncent un plan d'investissement privé de 30 millions de dollars australiens (env. 18,5 millions d'euros) pour le Luna Park, incluant neuf nouvelles attractions et nécessitant une fermeture du parc de six mois, à partir du 27 janvier 2021[41],[42].

## Analyse économique de l'année
En septembre 2021, l'organisme TEA (Themed Entertainment Association) assisté par Aecom Economics publient leur analyse globale du secteur des parcs d'attractions pour l'année 2020. Ce document, The Global Attractions Attendance Report 2020, présente en détail plusieurs données clés de l'industrie mais également une série de classements des parcs les plus fréquentés, classés en catégories. Cette analyse peut être considérée comme une référence du secteur.
En raison de la pandémie de Covid-19 et des différentes mesures prises de par le monde, le classement présente des différences marquées en comparaison de la saison précédente. La Themed Entertainment Association et Aecom reprennent la mise en page et l'ordre dans le palmarès 2019. « Les baisses de fréquentation en 2020 [sont] en grande partie dues aux restrictions des agences limitant les jours d['ouverture] et les capacités dans le cadre de la pandémie de Covid-19. Par conséquent, nous avons conservé le classement 2019 pour le rapport 2020. » (« 2020 attendance declines were largely due to agency restrictions limiting operating days and capacities in the COVID-19 pandemic. Therefore, we have kept the 2019 rankings in place for the 2020 report. »).
Le Classement des 10 groupes les plus importants n'est pas repris dans l'édition 2020 du rapport.

### Classement des 25 parcs d'attractions les plus visités dans le monde
Pour quantifier l'évolution du marché mondial, TEA/AECOM se base sur l'addition du nombre d'entrées (c'est-à-dire de la fréquentation) des 25 parcs d'attractions les plus visités en 2019, quelle que soit leur location, et les compare aux chiffres de 2020. Pour 2020, ce total s'est élevé à 83 millions de visiteurs, en diminution de 67,2 % par rapport à 2019.
| Rang  | Parc                             | Ville / Pays             | Fréquentation 2019 | Fréquentation 2020 | en diminution |
| ----- | -------------------------------- | ------------------------ | ------------------ | ------------------ | ------------- |
| 1     | Magic Kingdom                    | Orlando / États-Unis     | 20 963 000         | 6 941 000          | -66,9 %       |
| 2     | Disneyland                       | Anaheim / États-Unis     | 18 666 000         | 3 674 000          | -80,3 %       |
| 3     | Tokyo Disneyland                 | Tokyo / Japon            | 17 910 000         | 4 160 000          | -76,8 %       |
| 4     | Tokyo DisneySea                  | Tokyo / Japon            | 14 650 000         | 3 400 000          | -76,8 %       |
| 5     | Universal Studios Japan          | Osaka / Japon            | 14 500 000         | 4 901 000          | -66,2 %       |
| 6     | Disney's Animal Kingdom          | Orlando / États-Unis     | 13 888 000         | 4 166 000          | -70,0 %       |
| 7     | Epcot                            | Orlando / États-Unis     | 12 444 000         | 4 044 000          | -67,5 %       |
| 8     | Chimelong Ocean Kingdom          | Hengqin / Chine          | 11 736 000         | 4 797 000          | -59,1 %       |
| 9     | Disney's Hollywood Studios       | Orlando / États-Unis     | 11 483 000         | 3 675 000          | -68,0 %       |
| 10    | Shanghai Disneyland              | Shanghai / Chine         | 11 210 000         | 5 500 000          | -50,9 %       |
| 11    | Universal Studios Florida        | Orlando / États-Unis     | 10 922 000         | 3 908 000          | -64,2 %       |
| 12    | Universal's Islands of Adventure | Orlando / États-Unis     | 10 375 000         | 3 638 000          | -64,9 %       |
| 13    | Disney California Adventure      | Anaheim / États-Unis     | 9 861 000          | 1 919 000          | -80,5 %       |
| 14    | Parc Disneyland                  | Chessy / France          | 9 745 000          | 2 620 000          | -73,1 %       |
| 15    | Universal Studios Hollywood      | Los Angeles / États-Unis | 9 147 000          | 1 701 000          | -81,4 %       |
| 16    | Everland                         | Yongin / Corée du Sud    | 6 606 000          | 2 760 000          | -58,2 %       |
| 17    | Lotte World                      | Séoul / Corée du Sud     | 5 953 000          | 1 560 000          | -73,8 %       |
| 18    | Nagashima Spa Land               | Kuwana / Japon           | 5 950 000          | 2 400 000          | -59,7 %       |
| 19    | Europa-Park                      | Rust / Allemagne         | 5 750 000          | 2 500 000          | -56,5 %       |
| 20    | Ocean Park                       | Hong Kong / Chine        | 5 700 000          | 2 200 000          | -61,4 %       |
| 21    | Hong Kong Disneyland             | Hong Kong / Chine        | 5 695 000          | 1 700 000          | -70,1 %       |
| 22    | Efteling                         | Kaatsheuvel / Pays-Bas   | 5 260 000          | 2 900 000          | -46,3 %       |
| 23    | Parc Walt Disney Studios         | Chessy / France          | 5 245 000          | 1 410 000          | -73,1 %       |
| 24    | Happy Valley (Pékin)             | Pékin / Chine            | 5 160 000          | 3 950 000          | -23,4 %       |
| 25    | Chimelong Paradise               | Guangzhou / Chine        | 4 905 000          | 2 681 000          | -45,3 %       |
| Total |                                  |                          | 253 724 000        | 83 105 000         | -67,2 %       |

### Classement des 20 parcs d'attractions les plus visités en Amérique du Nord
| Rang  | Parc                             | Ville / Pays                 | Fréquentation 2019 | Fréquentation 2020 | en diminution |
| ----- | -------------------------------- | ---------------------------- | ------------------ | ------------------ | ------------- |
| 1     | Magic Kingdom                    | Orlando / États-Unis         | 20 963 000         | 6 941 000          | -66,9 %       |
| 2     | Disneyland                       | Anaheim / États-Unis         | 18 666 000         | 3 674 000          | -80,3 %       |
| 3     | Disney's Animal Kingdom          | Orlando / États-Unis         | 13 888 000         | 4 166 000          | -70,0 %       |
| 4     | Epcot                            | Orlando / États-Unis         | 12 444 000         | 4 044 000          | -67,5 %       |
| 5     | Disney's Hollywood Studios       | Orlando / États-Unis         | 11 483 000         | 3 675 000          | -68,0 %       |
| 6     | Universal Studios Florida        | Orlando / États-Unis         | 10 922 000         | 3 908 000          | -64,2 %       |
| 7     | Universal's Islands of Adventure | Orlando / États-Unis         | 10 375 000         | 3 638 000          | -64,9 %       |
| 8     | Disney California Adventure      | Anaheim / États-Unis         | 9 861 000          | 1 919 000          | -80,5 %       |
| 9     | Universal Studios Hollywood      | Los Angeles / États-Unis     | 9 147 000          | 1 701 000          | -81,4 %       |
| 10    | SeaWorld Orlando                 | Orlando / États-Unis         | 4 640 000          | 1 598 000          | -65,6 %       |
| 11    | Knott's Berry Farm               | Buena Park / États-Unis      | 4 238 000          | 811 000            | -80,9 %       |
| 12    | Busch Gardens Tampa Bay          | Tampa / États-Unis           | 4 180 000          | 1 288 000          | -69,2 %       |
| 13    | Canada's Wonderland              | Vaughan / Canada             | 3 950 000          | 1 139 000          | -71,2 %       |
| 14    | SeaWorld San Diego               | San Diego / États-Unis       | 3 742 000          | NC                 |               |
| 15    | Cedar Point                      | Sandusky / États-Unis        | 3 731 000          | 1 020 000          | -72,7 %       |
| 16    | Six Flags Magic Mountain         | Valencia / États-Unis        | 3 610 000          | 686 000            | -81,0 %       |
| 17    | Kings Island                     | Mason / États-Unis           | 3 521 000          | 1 626 000          | -53,8 %       |
| 18    | Six Flags Great Adventure        | Jackson Township/ États-Unis | 3 451 000          | 598 000            | -82,7 %       |
| 19    | Hersheypark                      | Hershey / États-Unis         | 3 384 000          | 1 717 000          | -49,3 %       |
| 20    | Six Flags Great America          | Gurnee / États-Unis          | 3 169 000          | Fermé              |               |
| Total |                                  |                              | 159 365 000        | 44 149 000         | -72,3 %       |

### Classement des 10 parcs d'attractions les plus visités en Amérique du Sud
| Rang  | Parc                        | Ville / Pays             | ! Fréquentation 2019 | Fréquentation 2020 | en diminution |
| ----- | --------------------------- | ------------------------ | -------------------- | ------------------ | ------------- |
| 1     | Six Flags México            | Mexico / Mexique         | 2 803 000            | 701 000            | -75,0 %       |
| 2     | Beto Carrero World          | Santa Catarina / Brésil  | 2 241 000            | 1 252 000          | -44,1 %       |
| 3     | Parque Xcaret               | Cancún / Mexique         | 1 960 000            | 736 000            | -62,4 %       |
| 4     | Mundo Petapa                | Guatemala / Guatemala    | 1 330 000            | 268 000            | -79,8 %       |
| 5     | La Feria Chapultepec Mágico | Mexico / Mexique         | 1 306 000            | Fermé,             |               |
| 6     | Plaza de Sésamo             | Monterrey / Mexique      | 1 173 000            | Fermé,             |               |
| 7     | Parque Mundo Aventura       | Bogota / Colombie        | 1 151 000            | 344 000            | -70,1 %       |
| 8     | Fantasilandia               | Santiago / Chili         | 1 100 000            | 430 000            | -60,9 %       |
| 9     | Parque del Café             | Quindio / Colombie       | 1 043 000            | 321 000            | -69,2 %       |
| 10    | Parque de la Costa          | Buenos Aires / Argentine | 968 000              | 263 000            | -72,8 %       |
| Total |                             |                          | 15 075 000           | 4 315 000          | -71,4 %       |

### Classement des 20 parcs d'attractions les plus visités en Asie
| Rang  | Parc                        | Ville / Pays          | Fréquentation 2019 | Fréquentation 2020 | en diminution |
| ----- | --------------------------- | --------------------- | ------------------ | ------------------ | ------------- |
| 1     | Tokyo Disneyland            | Tokyo / Japon         | 17 910 000         | 4 160 000          | -76,8 %       |
| 2     | Tokyo DisneySea             | Tokyo / Japon         | 14 650 000         | 3 400 000          | -76,8 %       |
| 3     | Universal Studios Japan     | Osaka / Japon         | 14 500 000         | 4 901 000          | -66,2 %       |
| 4     | Chimelong Ocean Kingdom     | Hengqin / Chine       | 11 736 000         | 4 797 000          | -59,1 %       |
| 5     | Shanghai Disneyland         | Shanghai / Chine      | 11 210 000         | 5 500 000          | -50,9 %       |
| 6     | Everland                    | Yongin / Corée du Sud | 6 606 000          | 2 760 000          | -58,2 %       |
| 7     | Lotte World                 | Séoul / Corée du Sud  | 5 953 000          | 1 560 000          | -73,8 %       |
| 8     | Nagashima Spa Land          | Kuwana / Japon        | 5 950 000          | 2 400 000          | -59,7 %       |
| 9     | Ocean Park                  | Hong Kong / Chine     | 5 700 000          | 2 200 000          | -61,4 %       |
| 10    | Hong Kong Disneyland        | Hong Kong / Chine     | 5 695 000          | 1 700 000          | -70,1 %       |
| 11    | Happy Valley (Pékin)        | Pékin / Chine         | 5 160 000          | 3 950 000          | -23,4 %       |
| 12    | Chimelong Paradise          | Guangzhou / Chine     | 4 905 000          | 2 681 000          | -45,3 %       |
| 13    | Universal Studios Singapore | Singapour             | 4 500 000          | 1 098 000          | -75,6 %       |
| 14    | China Dinosaurs Park        | Changzhou / Chine     | 4 434 000          | 2 375 000          | -46,4 %       |
| 15    | Window of the World         | Shenzhen / Chine      | 3 990 000          | 1 890 000          | -52,6 %       |
| 16    | Happy Valley (Shenzhen)     | Shenzhen / Chine      | 3 980 000          | 3 120 000          | -21,6 %       |
| 17    | Fantawild Adventure         | Zhengzhou / Chine     | 3 840 000          | 3 421 000          | -10,9 %       |
| 18    | Happy Valley Chengdu        | Chengdu / Chine       | 3 580 000          | 2 620 000          | -26,8 %       |
| 19    | Fantawild Oriental Heritage | Ningbo / Chine        | 3 575 000          | 2 257 000          | -36,9 %       |
| 20    | Happy Valley Shanghai       | Shanghai / Chine      | 3 390 000          | 2 730 000          | -19,5 %       |
| Total |                             |                       | 141 264 000        | 59 520 000         | -57,9 %       |

### Classement des 20 parcs d'attractions les plus visités en Europe
La baisse de fréquentation européenne est de 66 % pour les 20 premiers parcs à thèmes. La fréquentation des parcs espagnols baisse de 80 % tandis qu'Efteling aux Pays-Bas, par exemple, ne baisse que de 45 %. La pandémie est très précoce en Italie, au Royaume-Uni et en Espagne. L'Allemagne et les Pays-Bas sont alors touchés plus tard dans l'année, ce qui permet aux parcs de recevoir du public — principalement national — pendant la haute saison estivale.
| Rang  | Parc                            | Ville / Pays                        | Fréquentation 2019 | Fréquentation 2020 | en diminution |
| ----- | ------------------------------- | ----------------------------------- | ------------------ | ------------------ | ------------- |
| 1     | Parc Disneyland                 | Chessy / France                     | 9 745 000          | 2 620 000          | -73,1 %       |
| 2     | Europa-Park                     | Rust / Allemagne                    | 5 750 000          | 2 500 000          | -56,5 %       |
| 3     | Efteling                        | Kaatsheuvel / Pays-Bas              | 5 260 000          | 2 900 000          | -46,3 %       |
| 4     | Parc Walt Disney Studios        | Chessy / France                     | 5 245 000          | 1 410 000          | -73,1 %       |
| 5     | Jardins de Tivoli               | Copenhague / Danemark               | 4 581 000          | 1 628 000          | -64,5 %       |
| 6     | PortAventura Park               | Salou / Espagne                     | 3 750 000          | 700 000            | -81,3 %       |
| 7     | Liseberg                        | Göteborg / Suède                    | 2 950 000          | Fermé              |               |
| 8     | Gardaland                       | Castelnuovo del Garda / Italie      | 2 920 000          | 1 350 000          | -53,8 %       |
| 9     | Legoland Windsor                | Windsor / Royaume-Uni               | 2 430 000          | 450 000            | -81,5 %       |
| 10    | Parc Astérix                    | Plailly / France                    | 2 326 000          | 1 163 000          | -50,0 %       |
| 11    | Puy du Fou                      | Les Épesses / France                | 2 308 000          | 923 000            | -60,0 %       |
| 12    | Parque Warner Madrid            | Madrid / Espagne                    | 2 232 000          | 450 000            | -79,8 %       |
| 13    | Alton Towers                    | Staffordshire / Royaume-Uni         | 2 130 000          | 670 000            | -68,5 %       |
| 14    | Phantasialand                   | Brühl / Allemagne                   | 2 050 000          | 1 000 000          | -51,2 %       |
| 15    | Legoland Billund                | Billund / Danemark                  | 1 950 000          | 700 000            | -64,1 %       |
| 16    | Futuroscope                     | Poitiers / France                   | 1 900 000          | 900 000            | -52,6 %       |
| 16    | Thorpe Park                     | Chertsey (Angleterre) / Royaume-Uni | 1 900 000          | 600 000            | -68,4 %       |
| 18    | Heide Park                      | Soltau / Allemagne                  | 1 700 000          | 950 000            | -44,1 %       |
| 18    | Legoland Deutschland            | Guntzbourg / Allemagne              | 1 700 000          | 750 000            | -55,9 %       |
| 20    | Chessington World of Adventures | Chessington / Royaume-Uni           | 1 690 000          | 510 000            | -69,8 %       |
| Total |                                 |                                     | 64 517 000         | 22 174 300         | -65,6 %       |

## Attractions
Ces listes sont non exhaustives.

### Montagnes russes

#### Délocalisations
| Nom                 | Type / Modèle         | Constructeur      | Parc                     | Pays        | Anciennement                                         |
| ------------------- | --------------------- | ----------------- | ------------------------ | ----------- | ---------------------------------------------------- |
| Bayou Express       | Junior / Tivoli       | Zierer            | Le Fleury                | France      | Karavanen aux jardins de Tivoli                      |
| Chenille Vallée     | Junior / Big Apple    | Pinfari           | Parc de la Vallée        | France      | Chenille à Nigloland                                 |
| €uro Coaster        | À véhicules suspendus | Reverchon         | Prater de Vienne         | Autriche    | Attraction foraine                                   |
| Family Coaster      | Junior                | SBF Visa Group    | Family Park              | France      | Family Coaster à Family Park (déménagement du parc)  |
| Gold Mining Coaster | Wild Mouse            | L&T Systems       | Jawa Timur Park 1        | Indonésie   | Tambang Mas Coaster à Suroboyo Carnival Night Market |
| Gold Rush           | Junior / Mini Coaster | Pinfari           | Kingoland                | France      | Python à Gulliver's Milton Keynes                    |
| Gold Rush           | Métal / Four Man Bob  | Zierer            | Family Park              | France      | Gold Rush à Loudoun Castle                           |
| Looping Star        | Assises               | Anton Schwarzkopf | Tivoli Park              | Brésil      | Looping Star à ITA Center Park                       |
| Rocky Ridge Railway | Junior / Mini Mouse   | Zamperla          | Gulliver's Valley Resort | Royaume-Uni | Runaway Train à Gulliver's Warrington                |

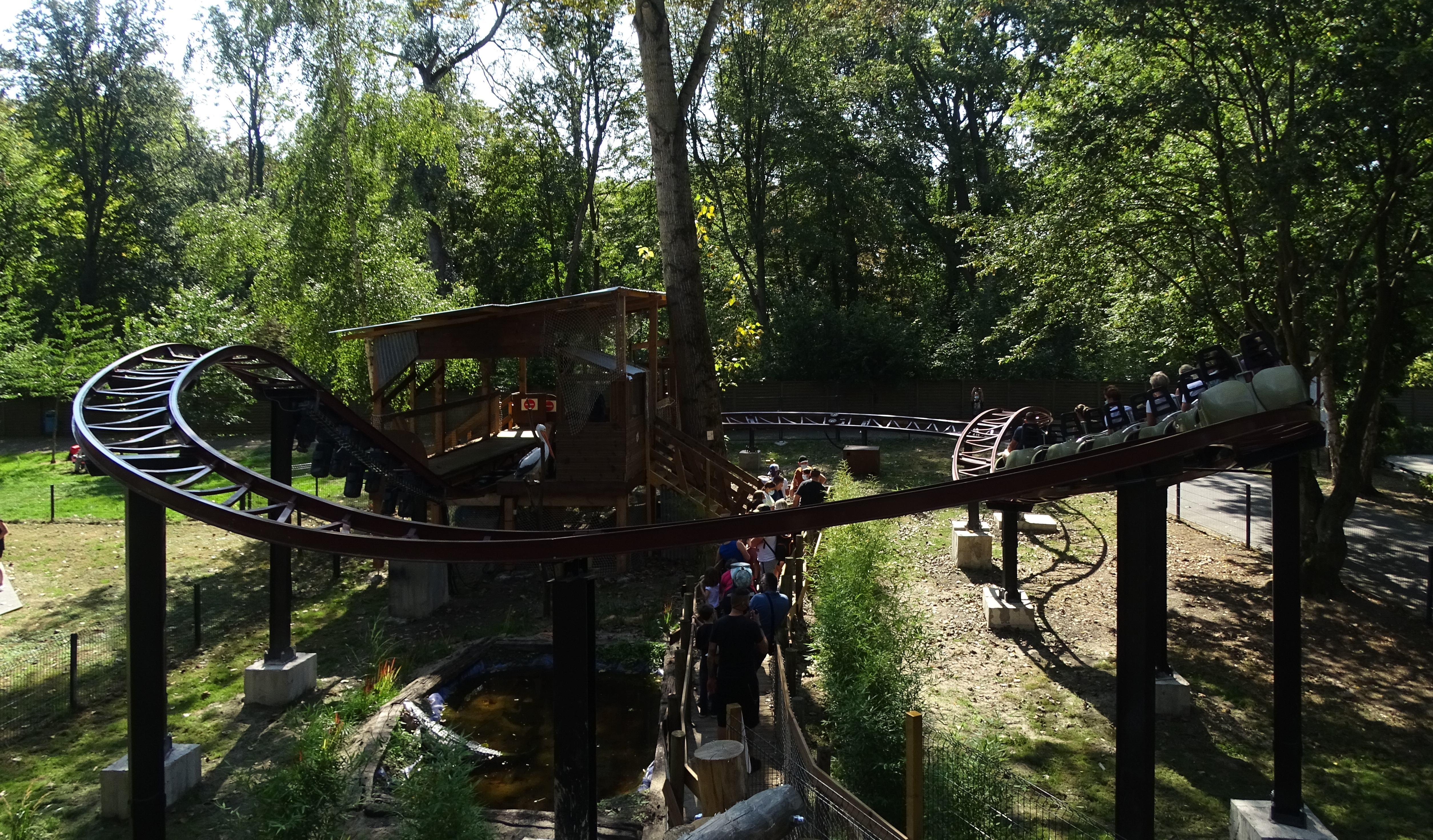
Bayou Express au parc Le Fleury

#### Nouveau thème
| Nom          | Type / Modèle    | Constructeur | Parc       | Pays     | Anciennement                         |
| ------------ | ---------------- | ------------ | ---------- | -------- | ------------------------------------ |
| Spartan Race | Boomerang Junior | Vekoma       | VinWonders | Viêt Nam | Flying Dolphin Coaster (2015 à 2019) |

#### Nouveautés
| Nom                             | Type / Modèle           | Constructeur                          | Parc                                  | Pays                |
| ------------------------------- | ----------------------- | ------------------------------------- | ------------------------------------- | ------------------- |
| NC                              | Inversées               | Golden Horse                          | Xuzhou Paradise                       | Chine               |
| NC                              | Tournoyantes            | Golden Horse                          | Xuzhou Paradise                       | Chine               |
| NC                              | Train de la mine        | Golden Horse                          | Xuzhou Paradise                       | Chine               |
| NC                              | Junior                  |                                       | Xuzhou Paradise                       | Chine               |
| Achterbahn                      | Junior                  | Zierer                                | Ticiland                              | Suisse              |
| All Speeds                      | Lancées                 | Intamin                               | Chengdu Wanda City                    | Chine               |
| Batukai-Racer                   | Junior                  | Technical Park                        | Serengeti Park                        | Allemagne           |
| Candymonium                     | Hyper                   | Bolliger & Mabillard                  | Hersheypark                           | États-Unis          |
| Circus Carnival                 | Inversées               | Beijing Shibaolai Amusement Equipment | Oriental Heritage Jiangyou            | Chine               |
| Draken                          | Acier                   | Zierer                                | Furuvik (en)                          | Suède               |
| DUPLO Dino Coaster              | Junior                  | ART Engineering                       | Legoland Windsor                      | Royaume-Uni         |
| Eagle Warriors                  | À véhicules suspendus   | Vekoma                                | VinWonders                            | Viêt Nam            |
| Erdbeer Raupenbahn              | Junior                  | SBF Visa Group                        | Karls Erlebnis-Dorf Koserow           | Allemagne           |
| Erdbeer Raupenbahn              | Junior                  | SBF Visa Group                        | Karls Erlebnis-Dorf Zirkow            | Allemagne           |
| Family Boomerang Roller Coaster | Family Boomerang        | Vekoma                                | Happy Valley (Nanjing)                | Chine               |
| Family Thriller                 | Train de la mine        | Vekoma                                | Sunac Land Chengdu                    | Chine               |
| Forest Predator                 | Wing Rider              | Bolliger & Mabillard                  | Happy Valley (Nanjing)                | Chine               |
| Formula Rossa Junior            | Acier                   | Zamperla                              | Ferrari World Abu Dhabi               | Émirats arabes unis |
| Flying Over Gou Xiong Ling      | Vekoma Junior Coaster   | Vekoma                                | Oriental Heritage Jiangyou            | Chine               |
| F.L.Y.                          | Volantes                | Vekoma                                | Phantasialand                         | Allemagne           |
| G'sengte Sau                    | Acier / Bobsled         | Gerstlauer                            | Prater de Vienne                      | Autriche            |
| Hals-über-Kopf                  | Inversées               | Vekoma                                | Erlebnispark Tripsdrill               | Allemagne           |
| Hummel Brummel                  | À véhicules suspendus   | Wiegand                               | Schwaben Park                         | Allemagne           |
| Ipanema Skate Ride              | Navette / Halfpipe      | Intamin                               | VinWonders                            | Viêt Nam            |
| Junior Coaster                  | Assises                 | Zamperla                              | Luna Park (Coney Island)              | États-Unis          |
| King's Gate                     | Aquatiques              |                                       | Oriental Heritage Jiangyou            | Chine               |
| Kuhddel Muuuhddel               | Tournoyantes junior     | SBF Visa Group                        | Taunus Wunderland                     | Allemagne           |
| Light of Revenge                | Lancées                 | Intamin                               | Happy Valley (Nanjing)                | Chine               |
| Max & Moritz                    | E-Powered à double voie | Mack Rides                            | Efteling                              | Pays-Bas            |
| Mine Escape                     | Train de la mine        | Golden Horse                          | Happy Valley (Nanjing)                | Chine               |
| Noisette Express                | Acier                   | ART Engineering                       | Nigloland                             | France              |
| Objectif Mars                   | en intérieur            | Intamin                               | Futuroscope                           | France              |
| Orion                           | Hyper                   | Bolliger & Mabillard                  | Kings Island                          | États-Unis          |
| Pitts Special                   | Assises                 | Gerstlauer                            | PowerPark                             | Finlande            |
| Puppy Coaster                   | Junior                  |                                       | Oriental Heritage Jiangyou            | Chine               |
| Race of the Future              | Wild Mouse tournoyante  | Fabbri Group                          | Dream Island                          | Russie              |
| Ratón Vacilón                   | Wild Mouse tournoyante  | Reverchon                             | Tivoli World                          | Espagne             |
| Roller Ball                     | Assises                 | Ride Engineers Switzerland            | Prater de Vienne                      | Autriche            |
| Safari Blitz Kids               | Tournoyantes junior     | SBF Visa Group                        | Serengeti Park                        | Allemagne           |
| Sandy's Blasting Bronco         | Assises                 | Intamin                               | Nickelodeon Universe (American Dream) | États-Unis          |
| Saven                           | Junior                  | Vekoma                                | Fårup Sommerland                      | Danemark            |
| Shark Coaster                   | Junior                  | SBF Visa Group                        | Magic Park Land                       | France              |
| Skyflyer                        | Junior                  | SBF Visa Group                        | Cotaland Austin                       | États-Unis          |
| Spinning Abeille                | Tournoyantes            | SBF Visa Group                        | Jardin des Bêtes                      | France              |
| Suspended Family Coaster        | Inversées               | Vekoma                                | Happy Valley (Nanjing)                | Chine               |
| Texas Stingray                  | Bois                    | Great Coasters International          | SeaWorld San Antonio                  | États-Unis          |
| Tunnel Flight                   | Assises                 | Intamin                               | Dream Island                          | Russie              |
| Twister Colorado                | Tournoyantes            | SBF Visa Group                        | Animaparc Occitanie                   | France              |
| Vertika                         | Euro-Fighter            | Gerstlauer                            | La Récré des 3 Curés                  | France              |
| Volldampf                       | Family Boomerang        | Vekoma                                | Erlebnispark Tripsdrill               | Allemagne           |
| Wakala                          | Navette                 | Gerstlauer                            | Bellewaerde                           | Belgique            |
| West Coast Racers               | Lancées                 | Premier Rides                         | Six Flags Magic Mountain              | États-Unis          |
| Whirlwind                       | Tournoyantes junior     | SBF Visa Group                        | Waldameer Park                        | États-Unis          |
| Worm Coaster                    | Junior                  |                                       | Sunac Land Chengdu                    | Chine               |
| Wrath Of Zeus                   | Assises                 | Vekoma                                | VinWonders                            | Viêt Nam            |

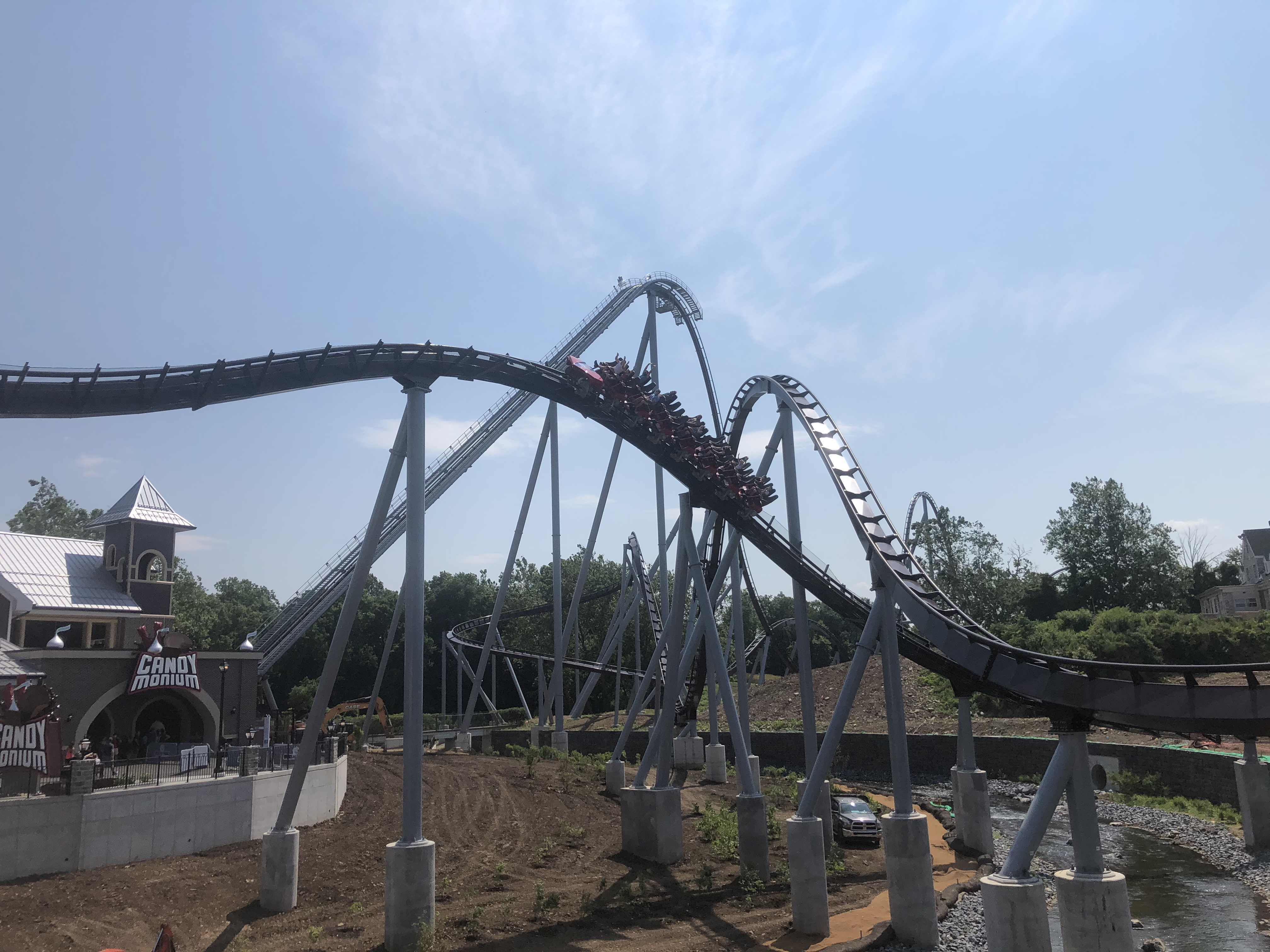
Candymonium à Hersheypark
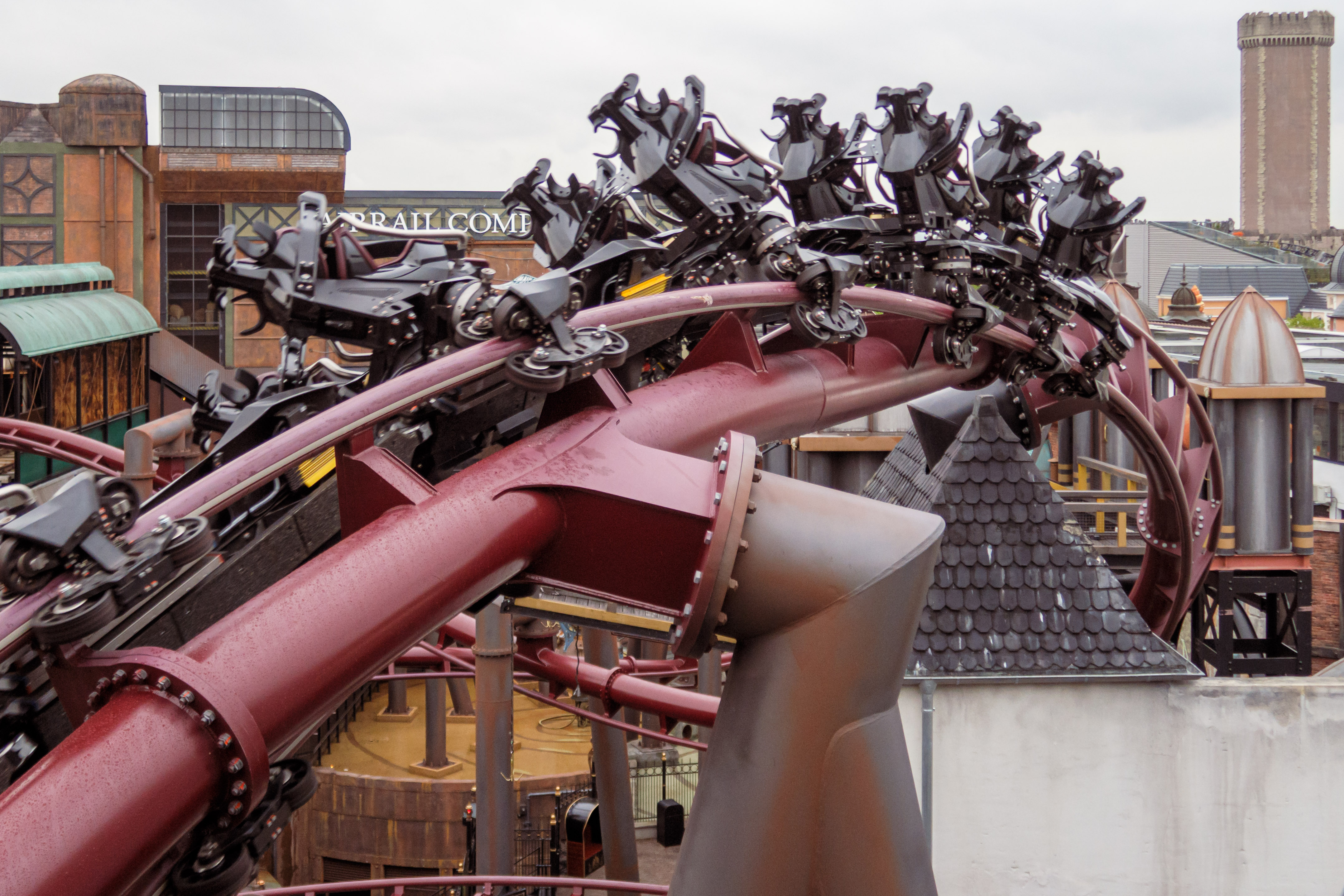
F.L.Y. à Phantasialand
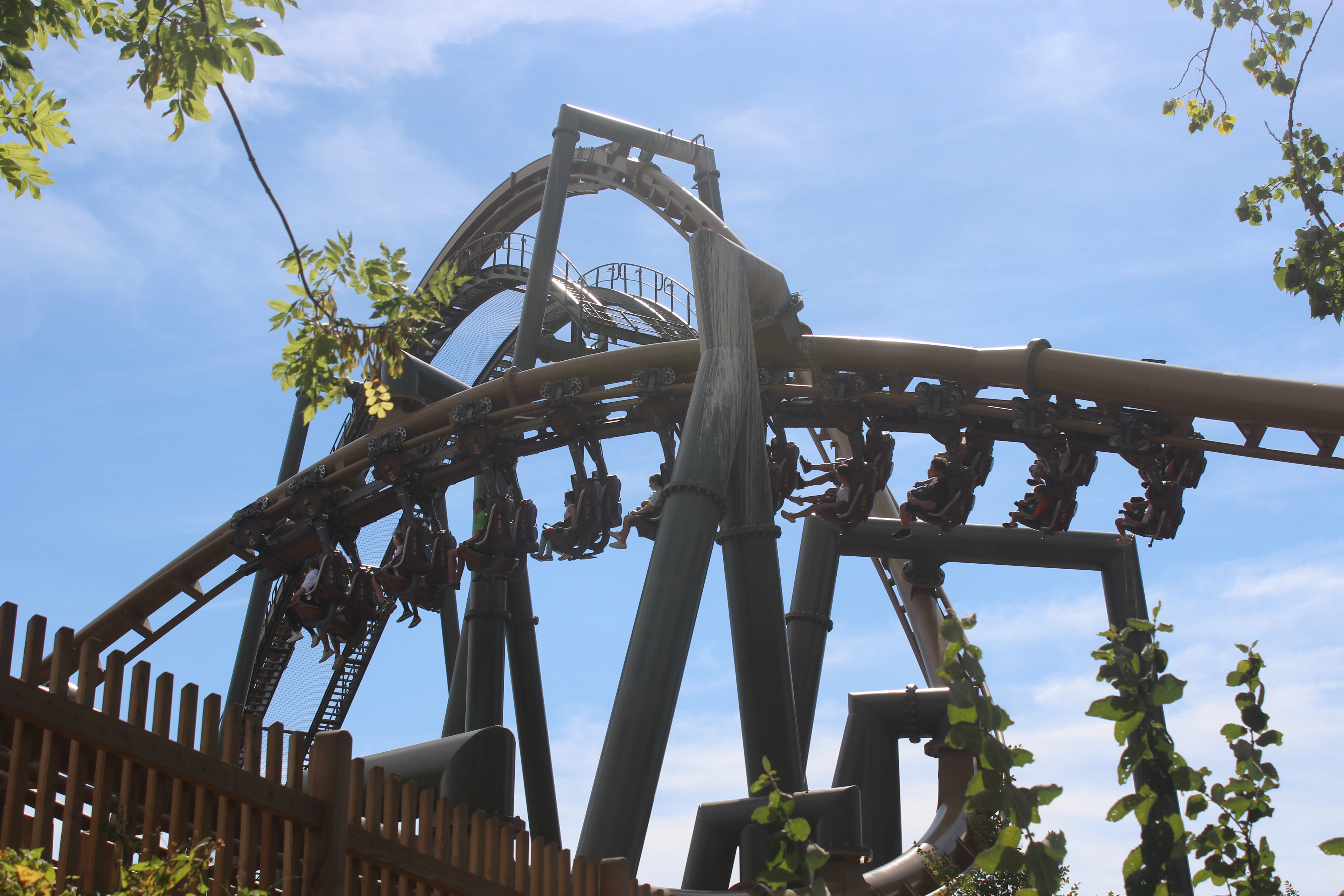
Hals-über-Kopf à Erlebnispark Tripsdrill
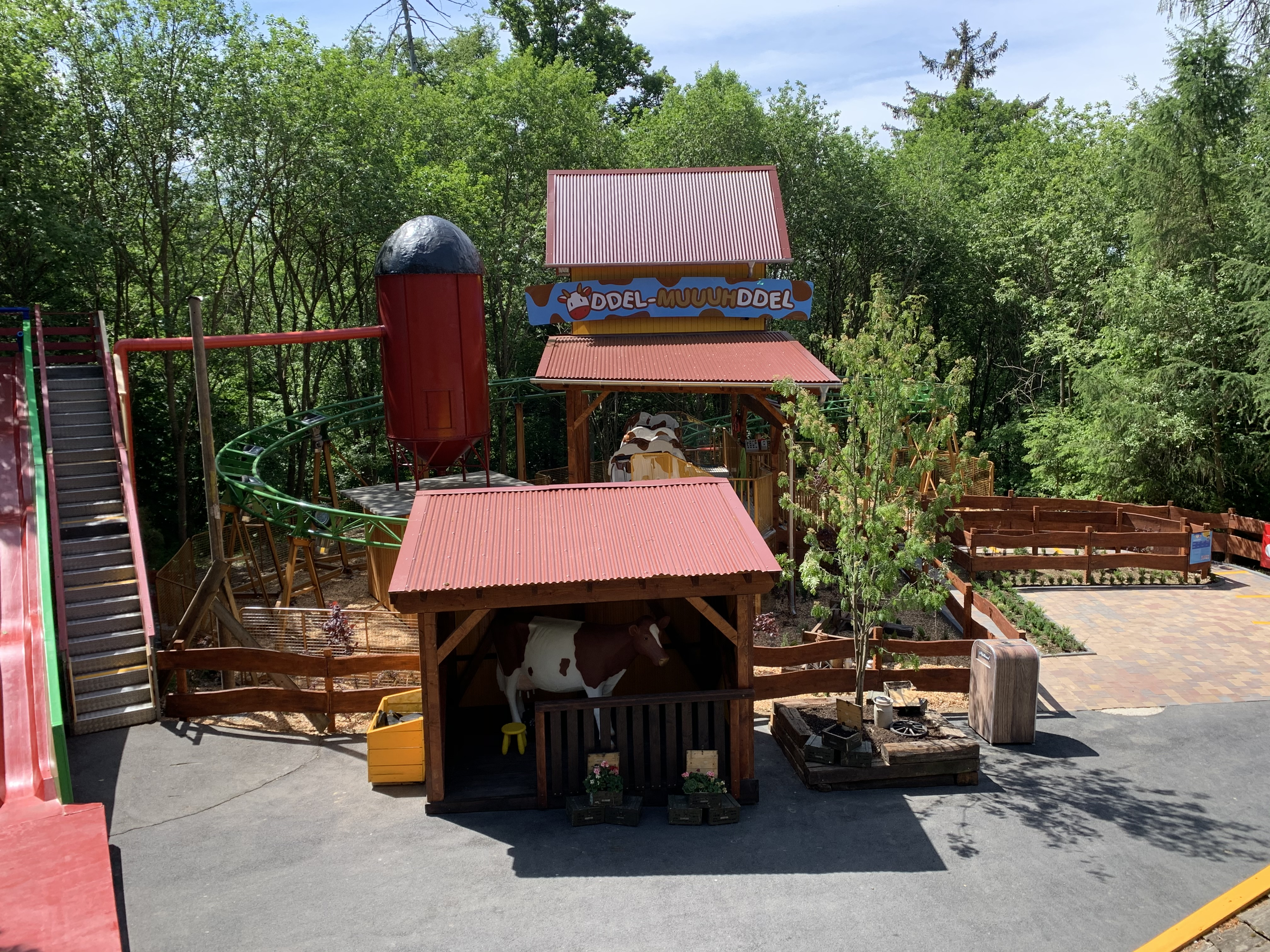
Kuhddel Muuuhddel à Taunus Wunderland
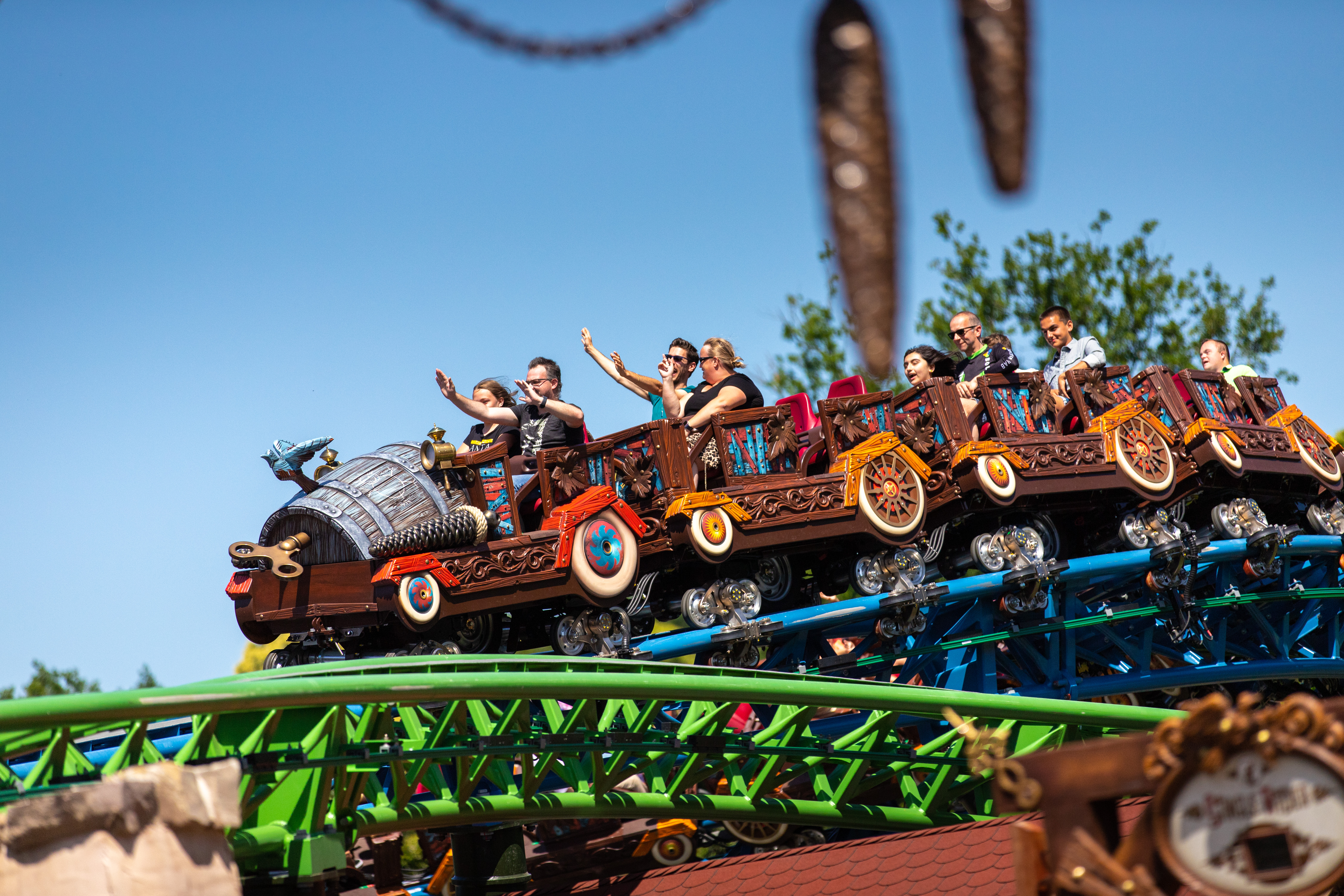
Max & Moritz à Efteling
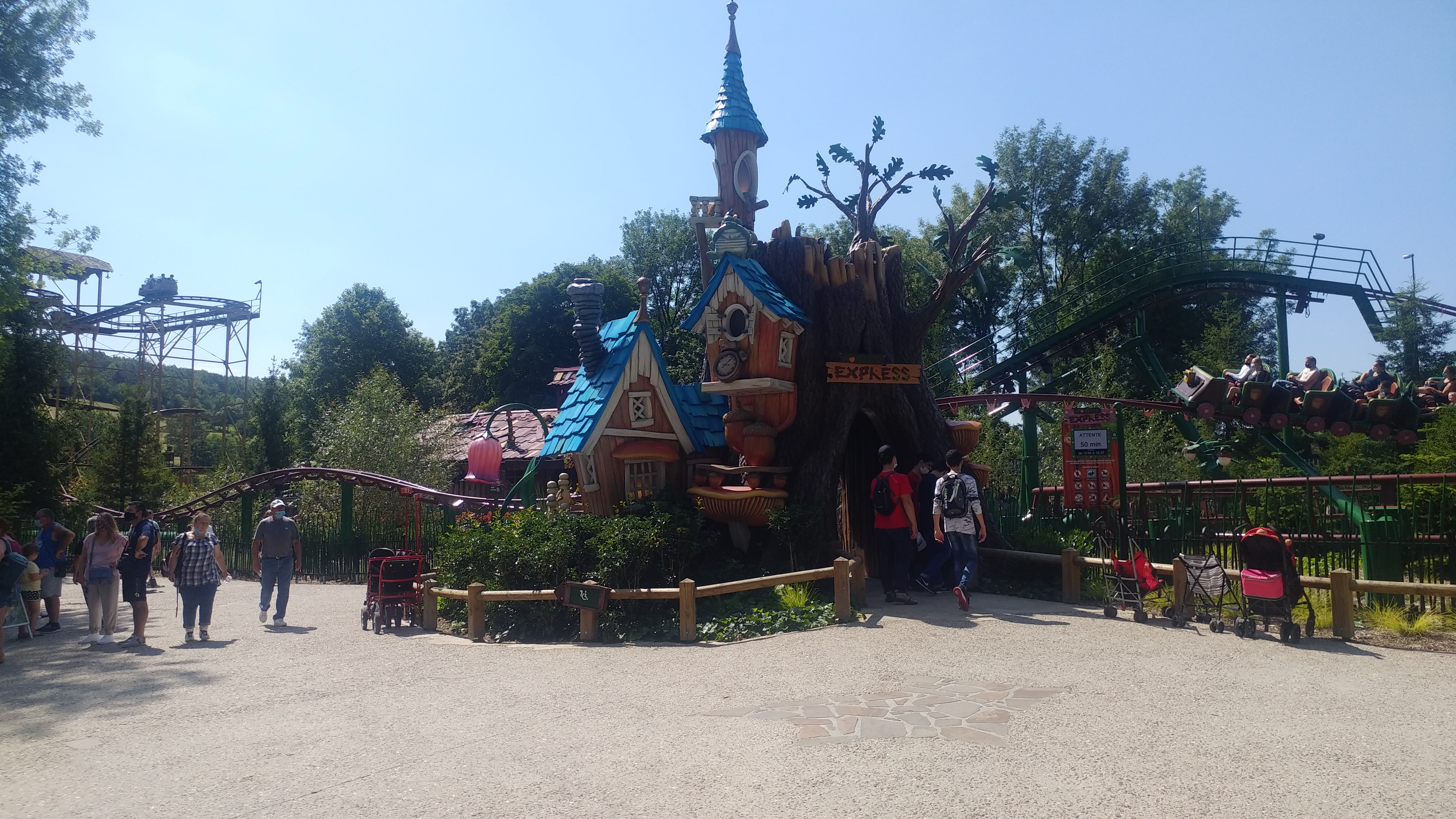
Noisette Express à Nigloland
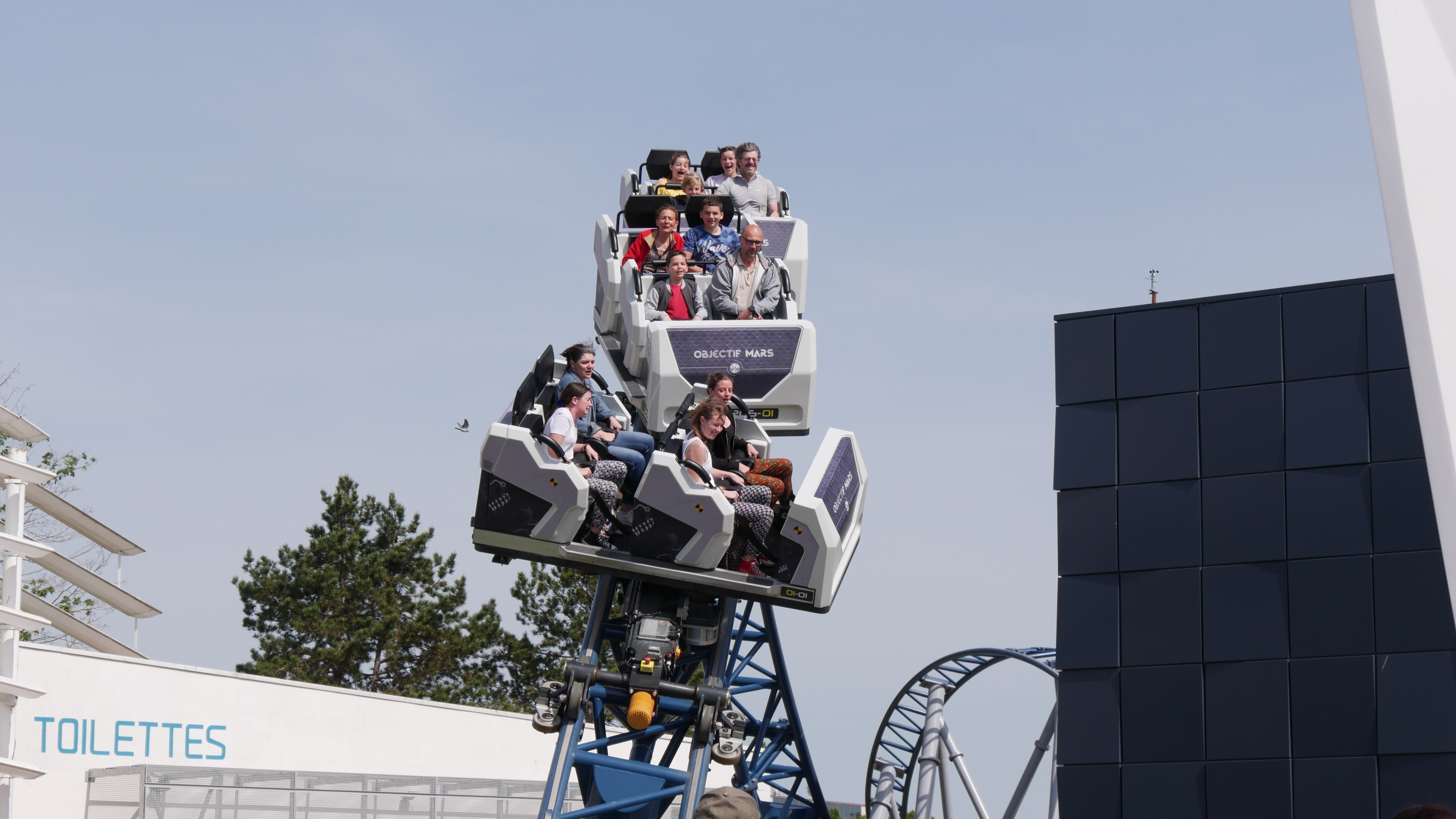
Objectif Mars au Futuroscope
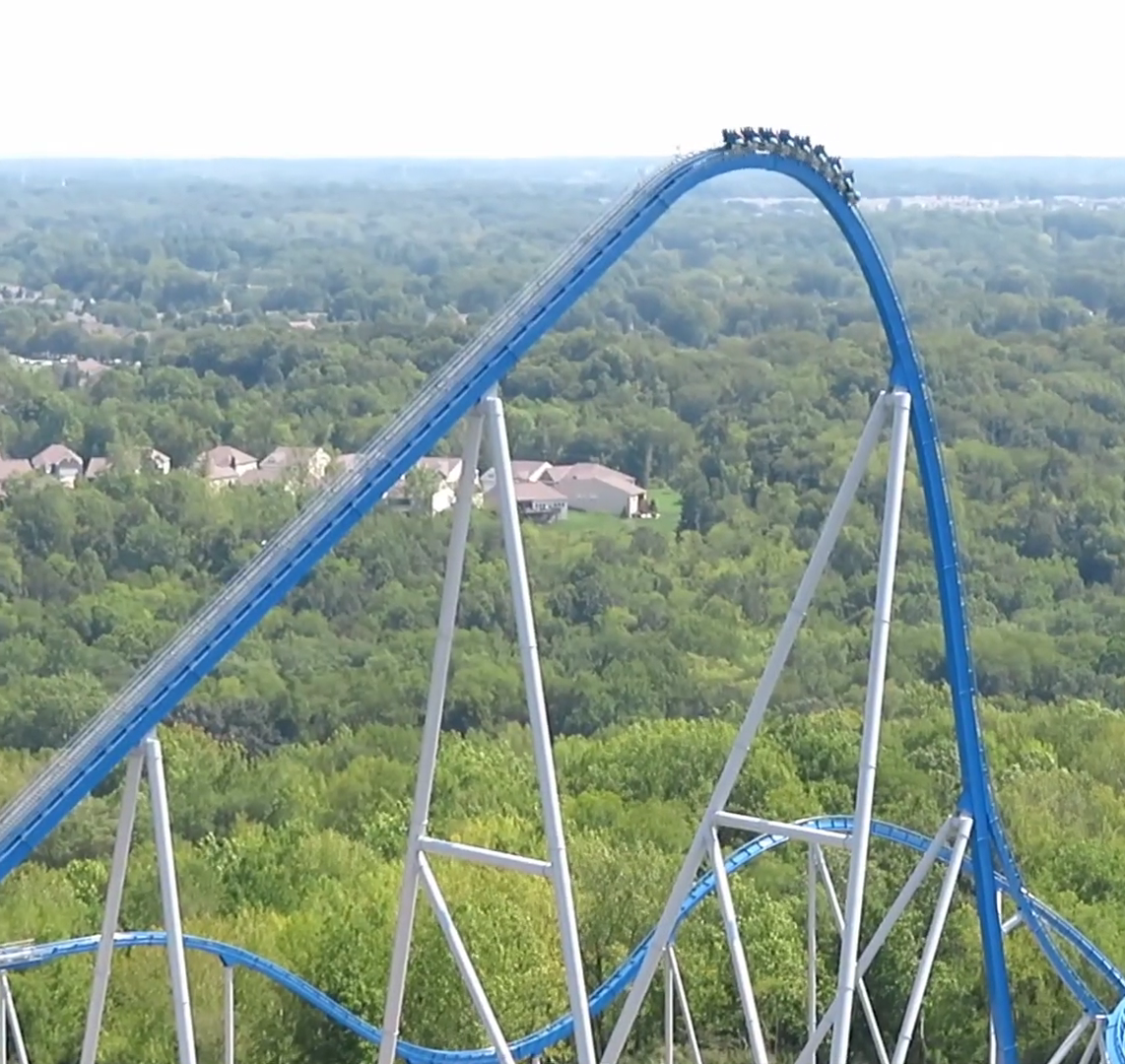
Orion à Kings Island
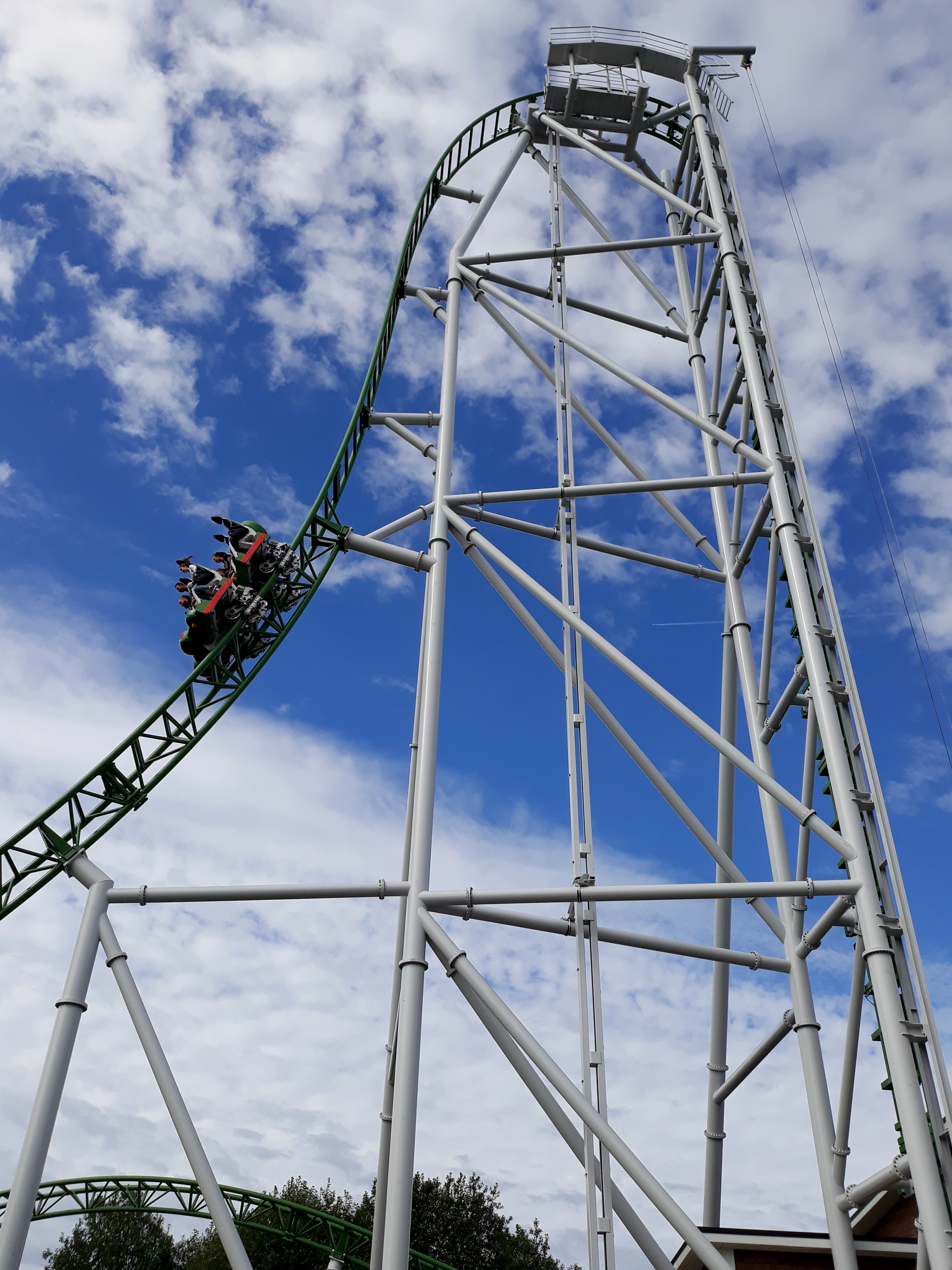
Pitts Special à PowerPark
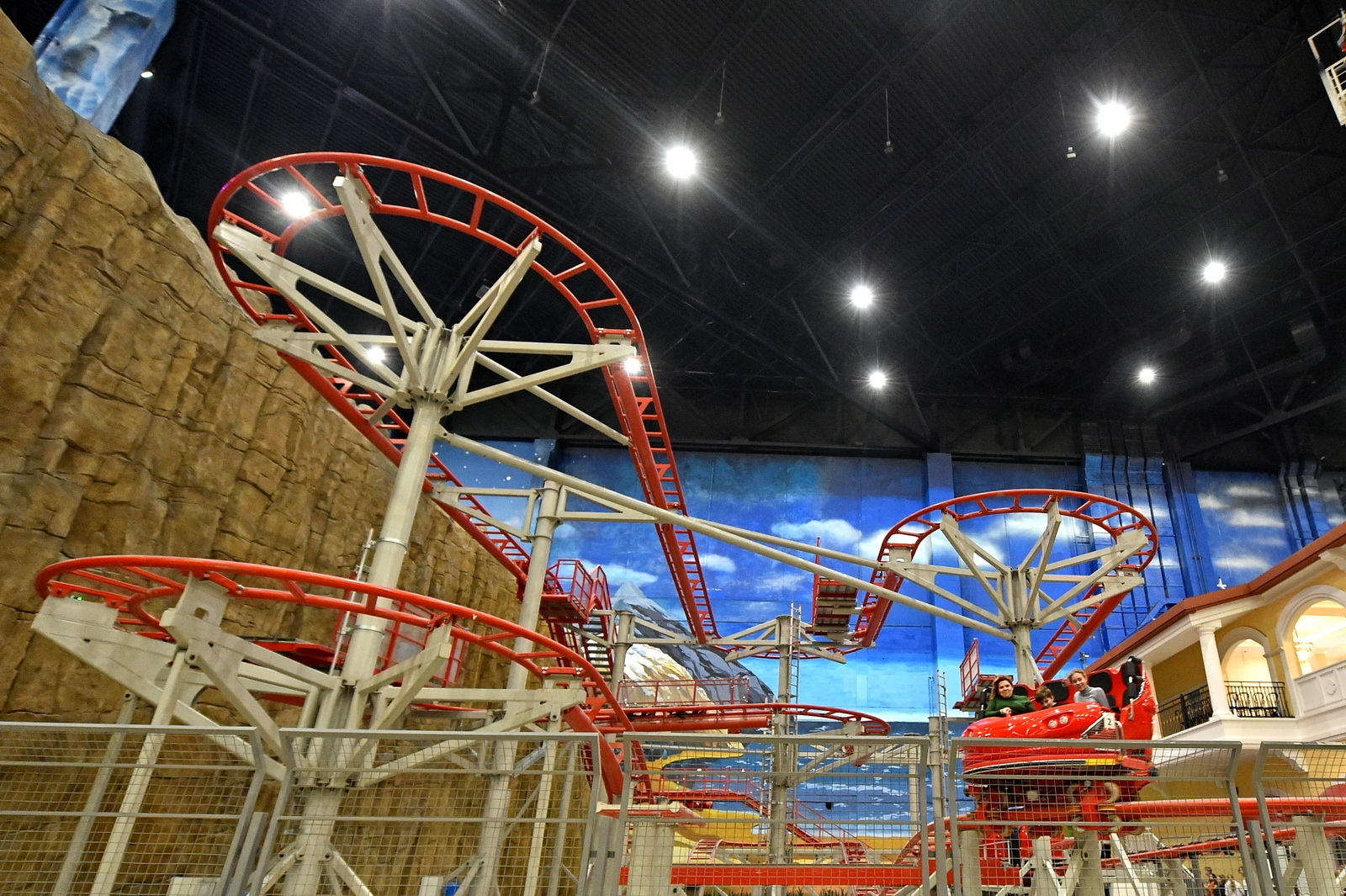
Race of the Future à Dream Island
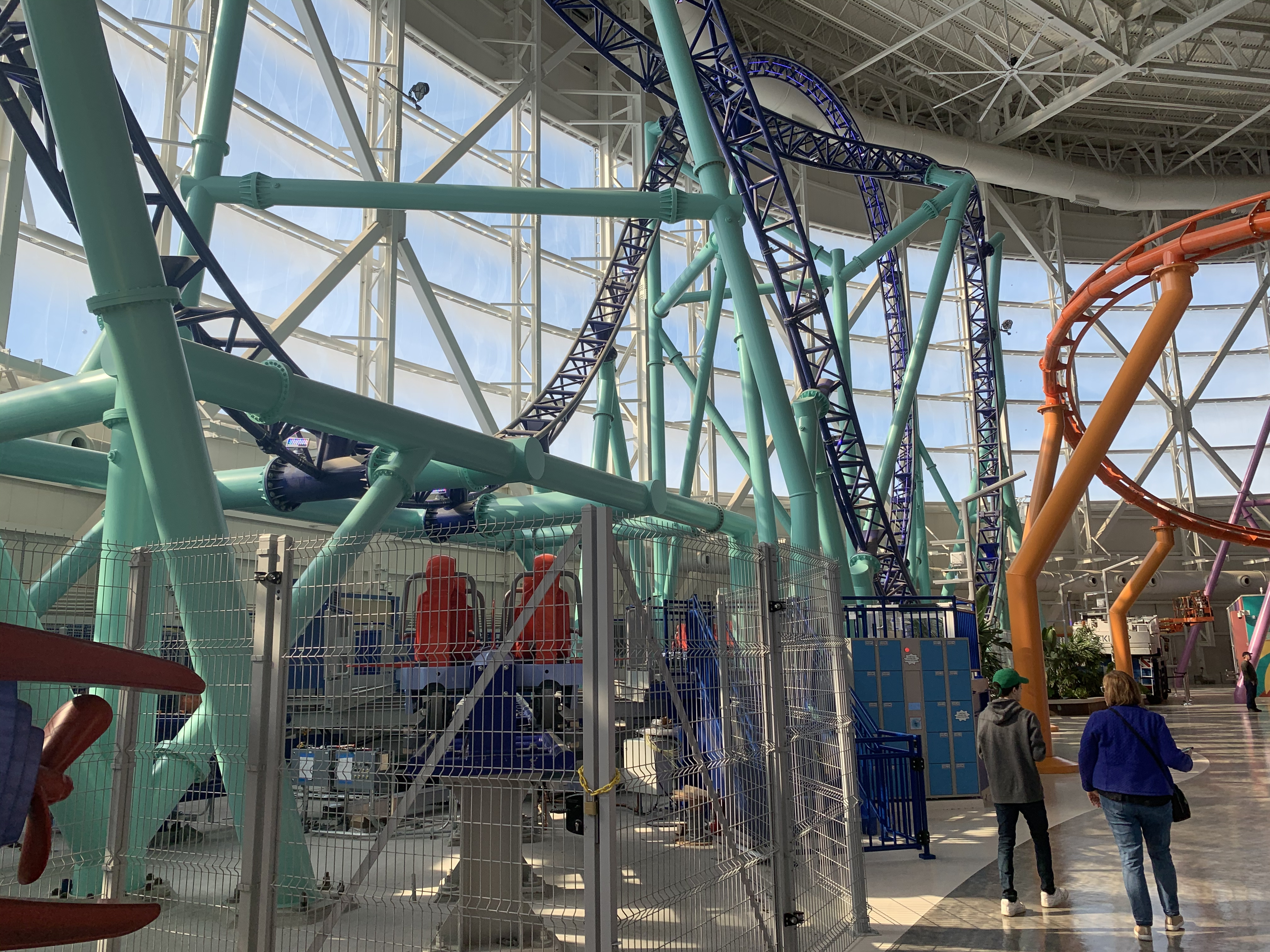
Sandy's Blasting Bronco à Nickelodeon Universe (American Dream)
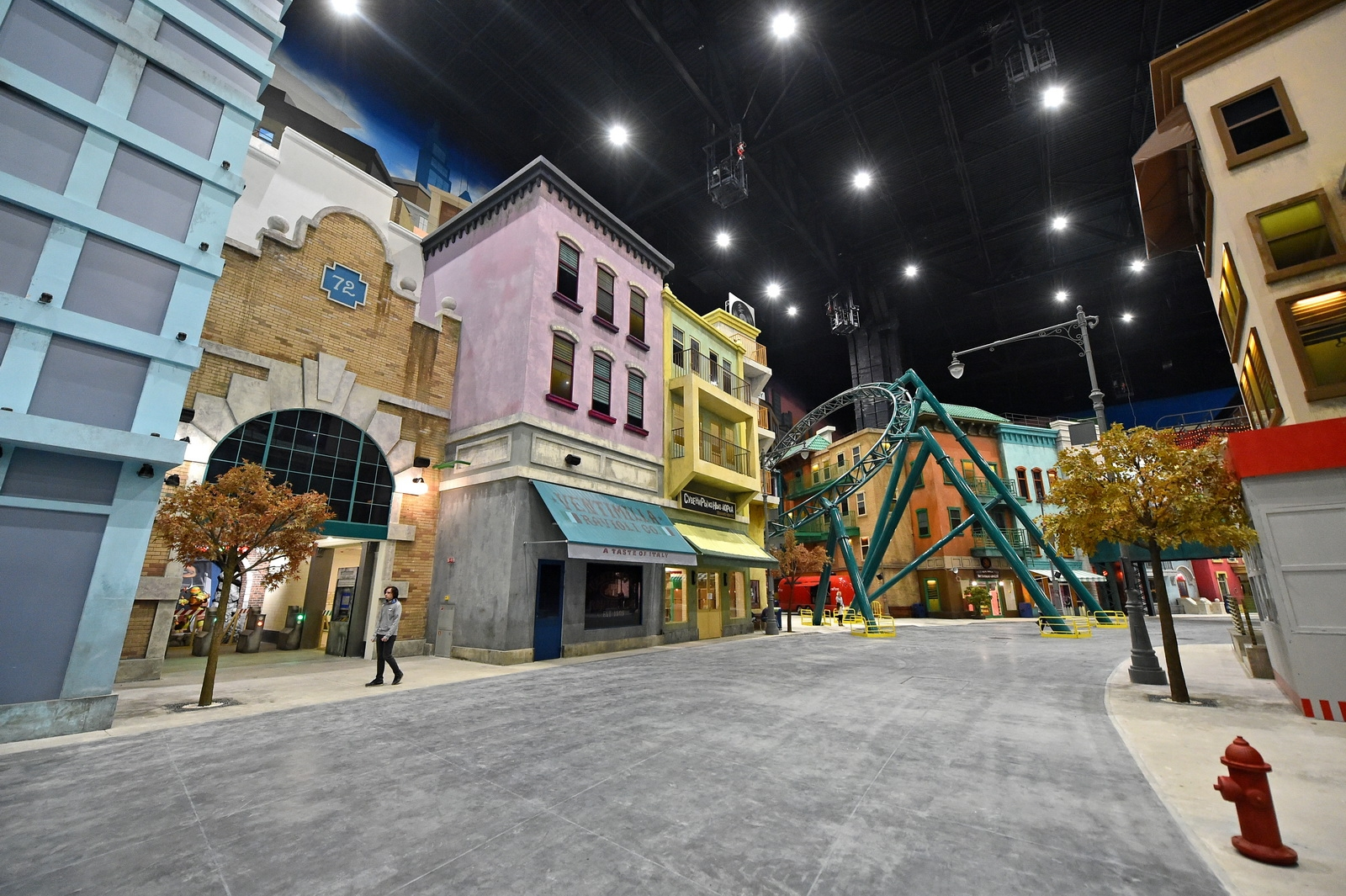
Tunnel Flight à Dream Island
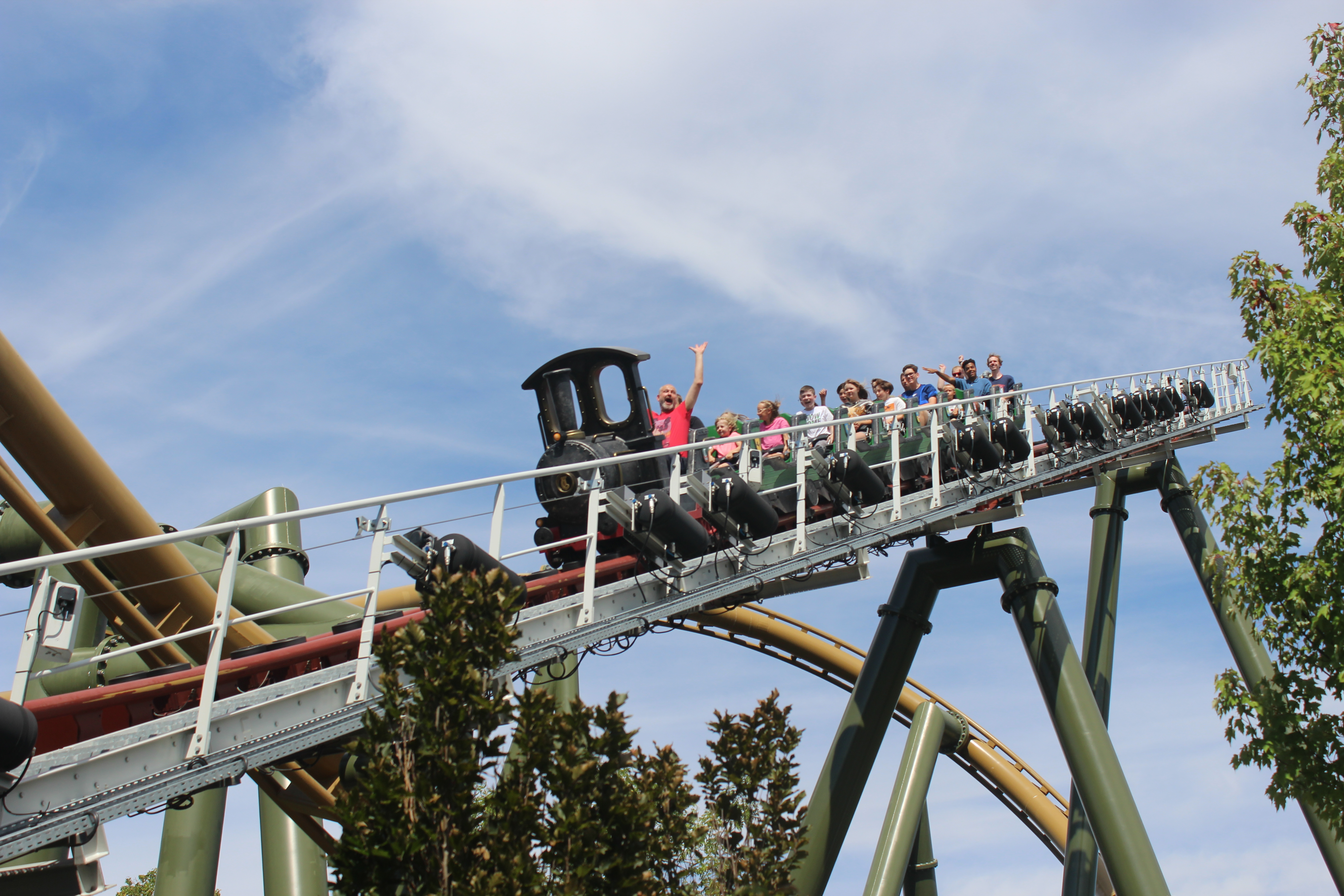
Volldampf à Erlebnispark Tripsdrill
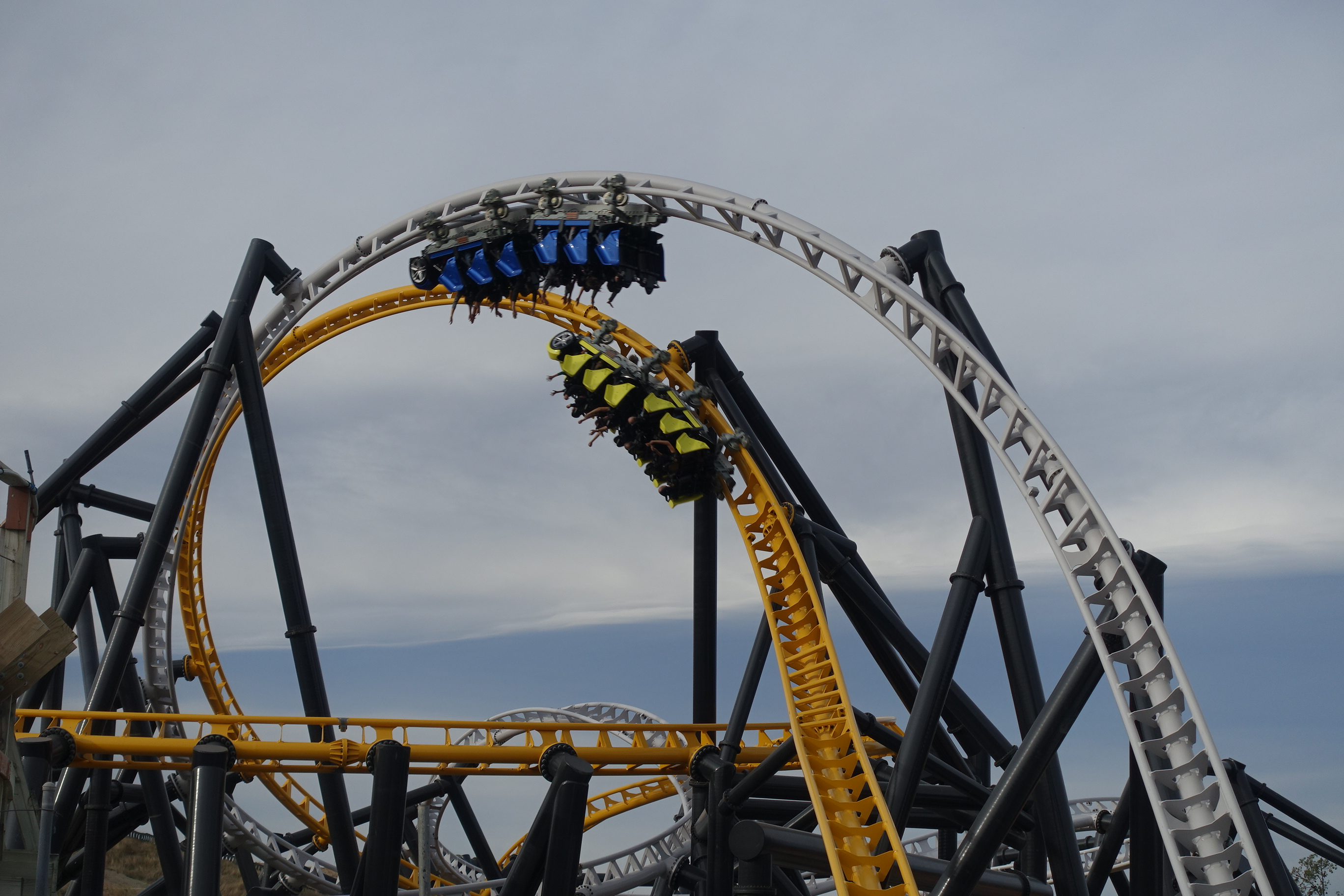
West Coast Racers à Six Flags Magic Mountain

### Autres attractions
| Nom                                    | Type / Modèle                | Constructeur                           | Parc                               | Pays        |
| -------------------------------------- | ---------------------------- | -------------------------------------- | ---------------------------------- | ----------- |
| Aéroplane 360                          | Aerobat Rush Flight          | Technical Park                         | Jacquou Parc                       | France      |
| AirBoat                                | NebulaZ                      | Zamperla                               | Walibi Rhône-Alpes                 | France      |
| A los cañones                          | Watermania                   | Zamperla                               | Isla Mágica                        | Espagne     |
| Autoskooter                            | Autos-tamponneuses           |                                        | Ticiland                           | Suisse      |
| Beagle Brigade Airfield                | Speedway                     | Zamperla                               | Canada's Wonderland                | Canada      |
| Bounty                                 | Bateau à bascule             | SBF Visa Group                         | Freizeit-Land Geiselwind           | Allemagne   |
| Casa dei 44 Gatti                      |                              |                                        | Etnaland                           | Italie      |
| City of Monkeys                        | WindstarZ                    | Zamperla                               | Dream Island                       | Russie      |
| Cobra                                  | Disk'O                       | Zamperla                               | Dream Island                       | Russie      |
| Corb'Hauts                             | Magic Bikes                  | Zamperla                               | Fraispertuis-City                  | France      |
| Crash Blork                            | Air Race                     | Zamperla                               | Parc Spirou                        | France      |
| Dolina Jagi                            | Parcours en bouées           | Hafema                                 | Legendia Śląskie Wesołe Miasteczko | Pologne     |
| Drop Tower                             | Tour de chute                | Zierer                                 | Ticiland                           | Suisse      |
| Enchanted Tale of Beauty and the Beast | Parcours scénique interactif | WDI                                    | Tokyo Disneyland                   | Japon       |
| Escadrille (l')                        | Aerobat                      | Technical Park                         | Parc Ange Michel                   | France      |
| Farmer Smurf's Windmill                | Grande roue                  | SBF Visa Group                         | Dream Island                       | Russie      |
| Flight with Storks                     | Magic Bikes                  | Zamperla                               | Dream Island                       | Russie      |
| Flugkarussell                          | Star Flyer                   | Funtime                                | Skyline Park                       | Allemagne   |
| Flying School                          | Sky Fly                      | Gerstlauer                             | Dream Island                       | Russie      |
| Galleon                                | Bateau à bascule             | Zamperla                               | Jardin des Bêtes                   | France      |
| Gargamel's Tower                       | Tour de chute                | SBF Visa Group / Lagotronics Projetcts | Dream Island                       | Russie      |
| Graviator                              | Skyfall                      | Funtime                                | Eifelpark (en)                     | Allemagne   |
| Hammer of Fate                         | Frisbee                      |                                        | Dream Island                       | Russie      |
| Häschen Hüpf                           | Jump around                  | SBF Visa Group                         | Freizeit-Land Geiselwind           | Allemagne   |
| Himmelrum                              | Loop Fighter                 | Technical Park                         | Tivoli Friheden                    | Danemark    |
| Ice Carousel                           | Chaises volantes             |                                        | Dream Island                       | Russie      |
| Jules Verne Tower                      | Star Flyer                   | Funtime                                | Eifelpark                          | Allemagne   |
| Jungle Rangers                         | Parcours de tacots           | Metallbau Emmeln                       | Chessington World of Adventures    | Royaume-Uni |
| Karussell                              | Carrousel                    |                                        | Ticiland                           | Suisse      |
| Kontiki                                | Kontiki                      | Zierer                                 | Ticiland                           | Suisse      |
| Krähennest                             | Tour de chute                | Zierer                                 | Eifelpark                          | Allemagne   |
| Lloyd's Spinjitzu Spinner              | Loopster                     | Sunkid Heege                           | Legoland Deutschland               | Allemagne   |
| Mickey & Minnie's Runaway Railway      | Parcours scénique            |                                        | Disney's Hollywood Studios         | États-Unis  |
| Montgolfières (les)                    | Samba tower                  | Zamperla                               | Papéa Parc                         | France      |
| Mystic River Falls                     | Parcours en bouées           | R.E.S. / Barr Engineering              | Silver Dollar City                 | États-Unis  |
| NebulaZ                                | NebulaZ                      | Zamperla                               | Adventuredome                      | États-Unis  |
| Pony Hof                               | Chevaux Galopants            | Metallbau Emmeln                       | Freizeit-Land Geiselwind           | Allemagne   |
| Post Office                            | Speedway                     | Zamperla                               | Fraispertuis-City                  | France      |
| P'tits Moussaillons                    | manège d'avions              | OMES New Park                          | Fraispertuis-City                  | France      |
| River Falls                            | Bûches                       | Soquet                                 | Family Park                        | France      |
| River Rafts                            | Bûches junior                | ABC Engineering                        | Chessington World of Adventures    | Royaume-Uni |
| Rivière aux castors (la)               | Bûches junior                | Soquet                                 | Le Pal                             | France      |
| Space Mission Orbit                    | Space Shot                   | S&S Worldwide                          | Movieland Studios                  | Italie      |
| Space Ranger                           | Autos-tamponneuses           |                                        | Movieland Studios                  | Italie      |
| Spirou Parade                          | Carrousel                    |                                        | Parc Spirou                        | France      |
| Star Wars: Rise of the Resistance      | Parcours scénique            | Walt Disney Imagineering               | Disneyland                         | États-Unis  |
| Temple of Fire                         | Top Spin                     | Huss Park Attractions                  | Dream Island                       | Russie      |
| The Happy Ride with Baymax             | Demolition Derby             | WDI - Zamperla                         | Tokyo Disneyland                   | Japon       |
| The Singing Carousel                   | Chaises volantes junior      | SBF Visa Group                         | Dream Island                       | Russie      |
| Tombstone Mine                         | Parcours scénique            | IE Park                                | Gulliver's Valley (en)             | Royaume-Uni |
| Trident                                | Star Flyer                   | Funtime                                | Sea World                          | Australie   |
| Turbulence                             | Star Shape                   | Zierer                                 | Fantasy Island (en)                | Royaume-Uni |
| Venetian carousel                      | Carrousel à double étage     | SBF Visa Group                         | Dream Island                       | Russie      |
| Verrückte Bauernhoffahrt               | Petit train pour enfants     | SBF Visa Group                         | Freizeit-Land Geiselwind           | Allemagne   |
| Vol des Papillons (le)                 | WindstarZ                    | Zamperla                               | Plopsa Coo                         | Belgique    |
| Voltrum                                | Skyfall                      | Funtime                                | Bayern Park                        | Allemagne   |
| Vortex                                 | Top Spin                     |                                        | Sea World                          | Australie   |
| Wellenflieger                          | Chaises volantes             | Zierer                                 | Ticiland                           | Suisse      |
| Wielka Fala                            | Disk'O Coaster               | Zamperla                               | Majaland Kownaty                   | Pologne     |
| Wild Tower                             | Tour de chute                | SBF Visa Group                         | Animaparc Occitanie                | France      |
| Wodna Bitwa                            | Splash Battle                | Mack Rides                             | Majaland Kownaty                   | Pologne     |
| Xotic                                  | Monorail                     | Soquet                                 | Dennlys Parc                       | France      |
| Yukon Trucks                           | Parcours de petits camions   | Zamperla                               | Le Pal                             | France      |

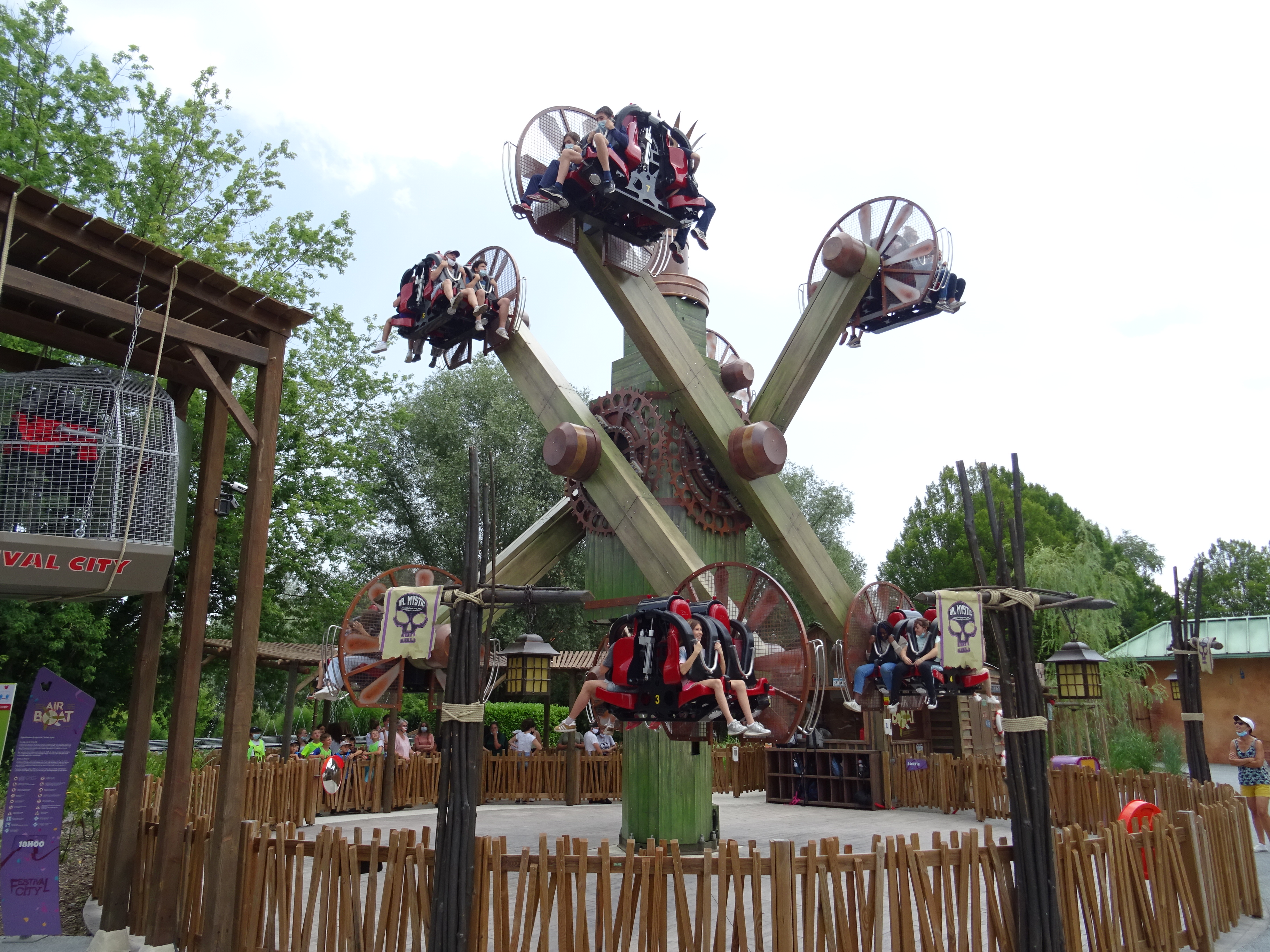
Airboat à Walibi Rhône-Alpes
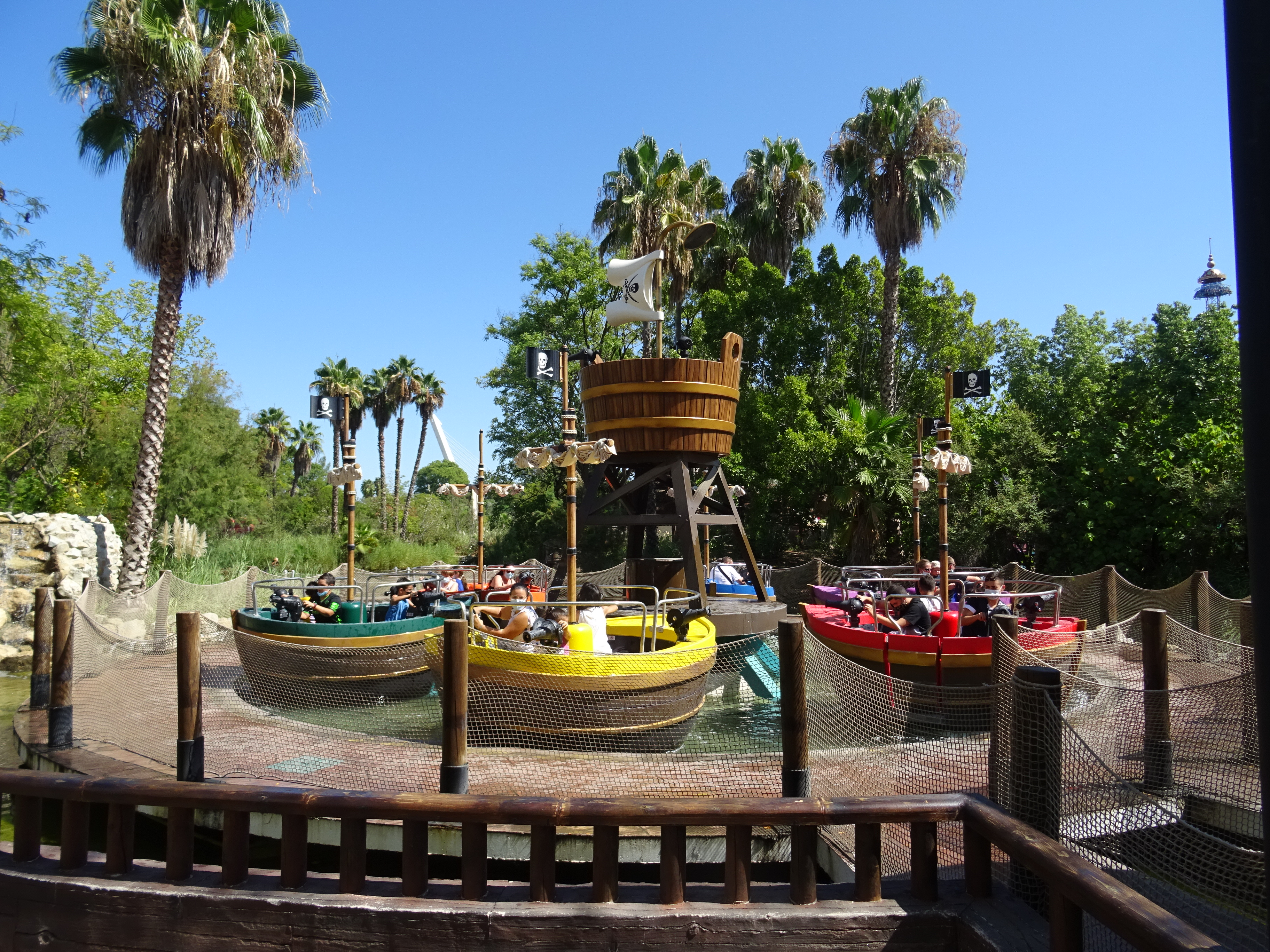
A los Cañones à Isla Mágica
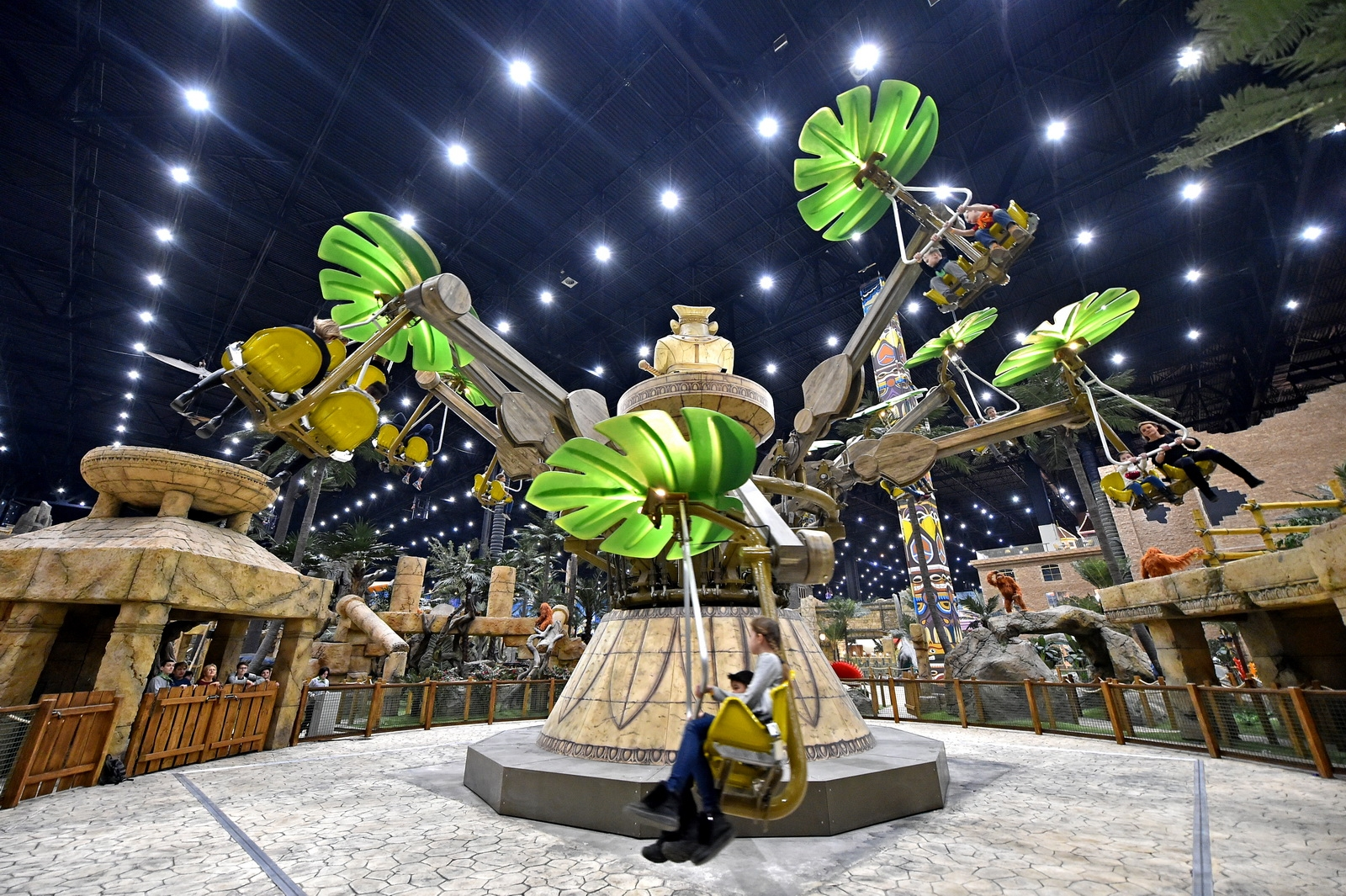
City of Monkeys à Dream Island
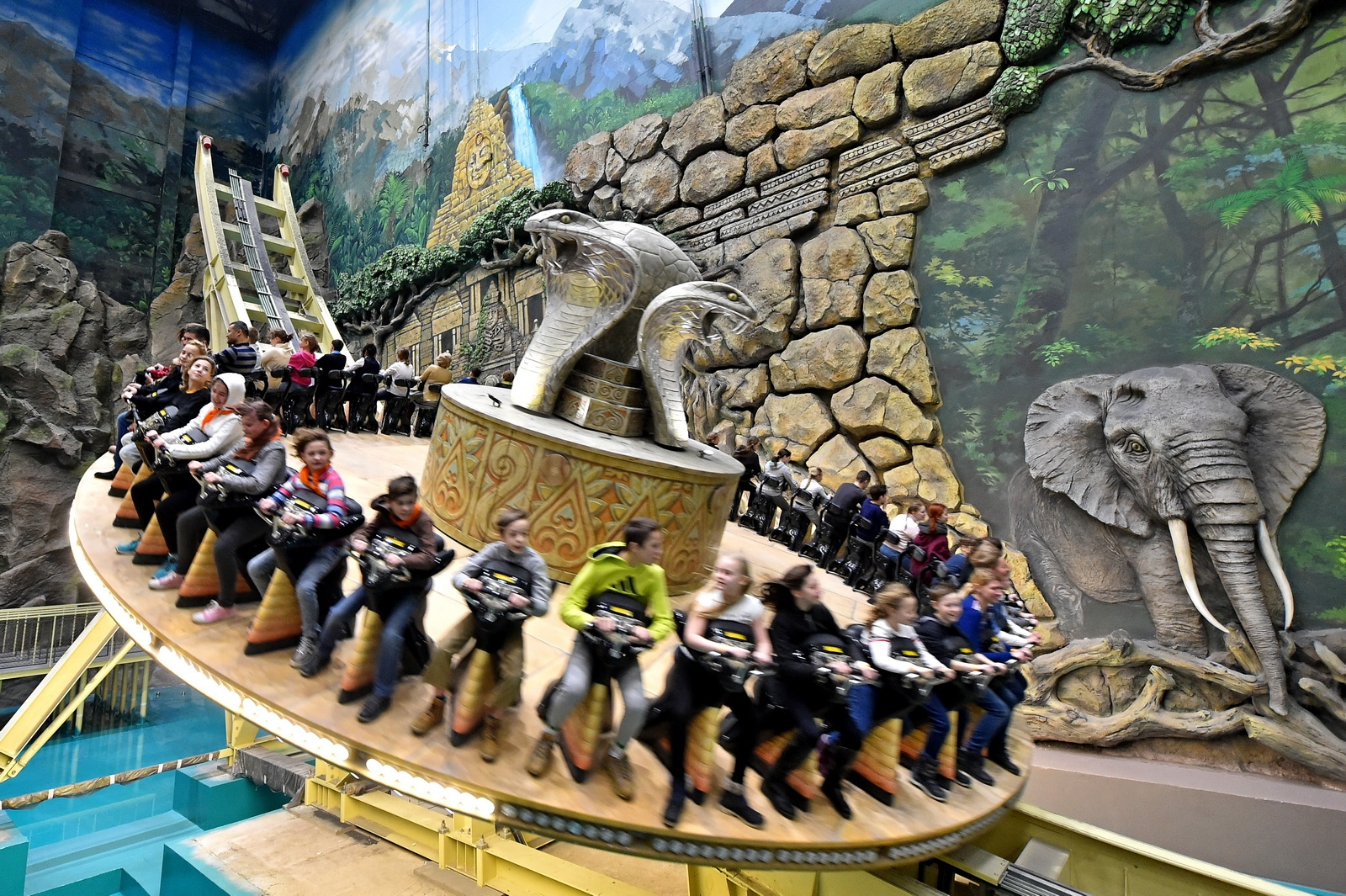
Cobra à Dream Island
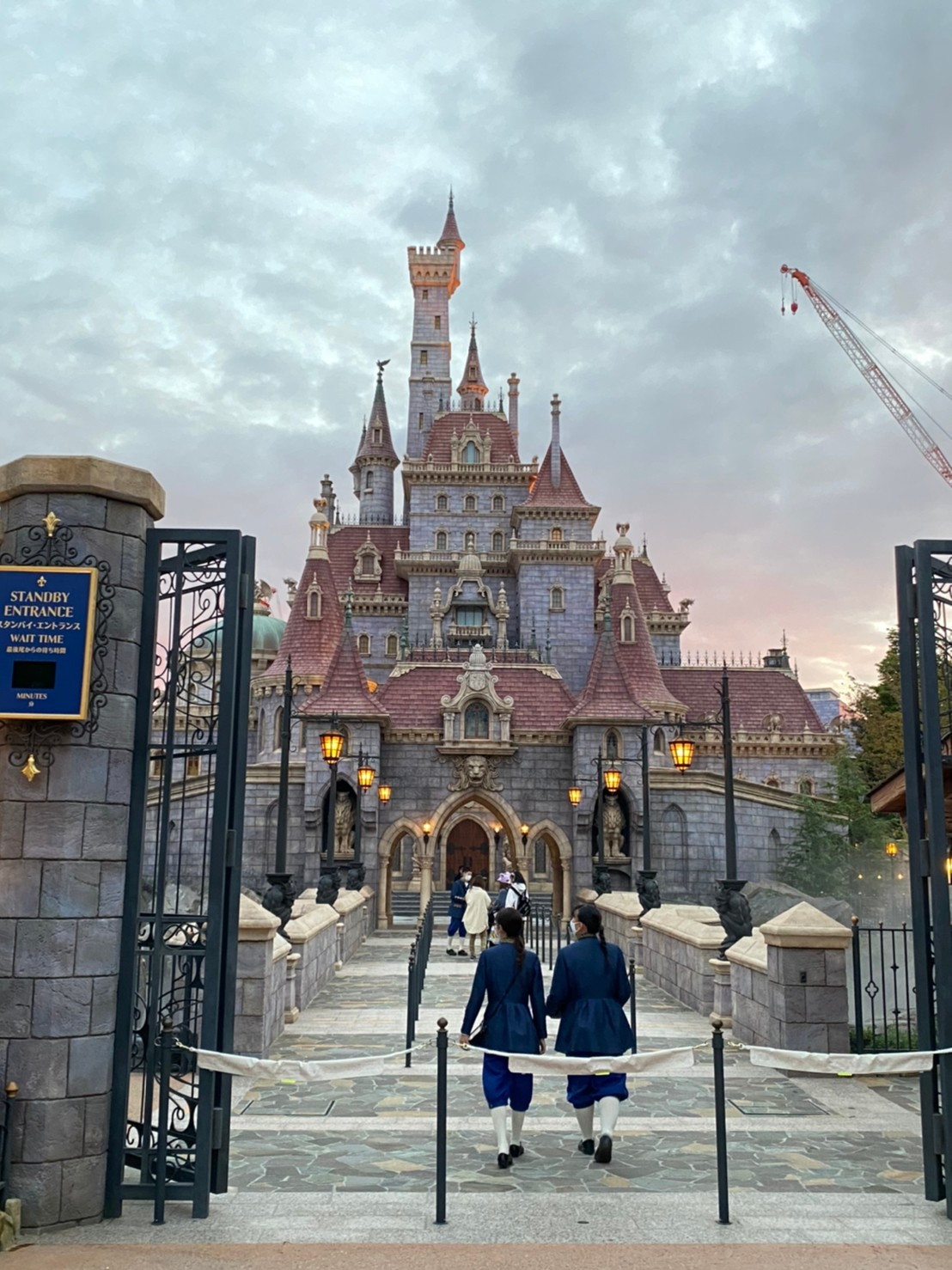
Enchanted Tale of Beauty and the Beast à Tokyo Disneyland
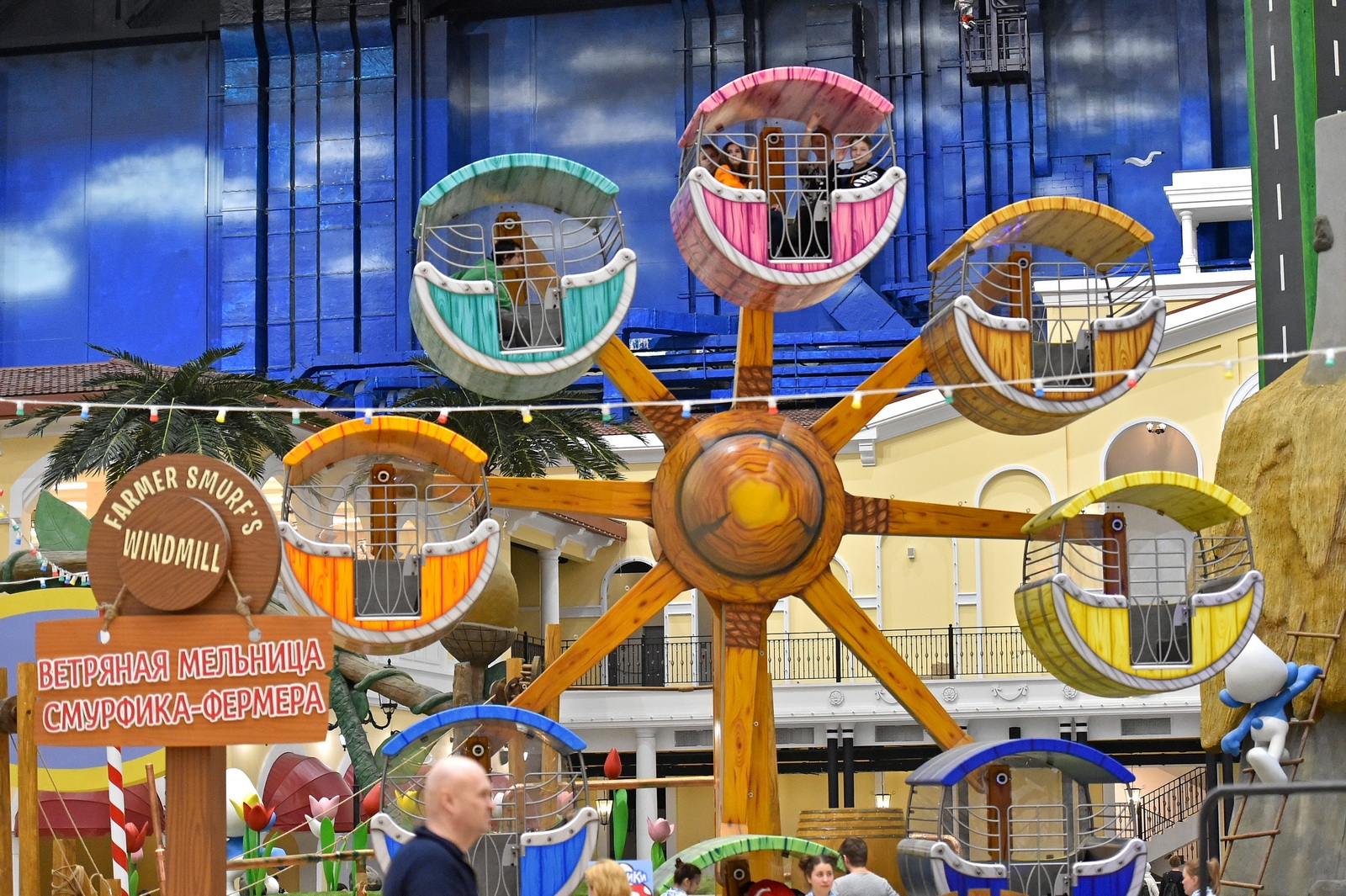
Farmer Smurf's Windmill à Dream Island
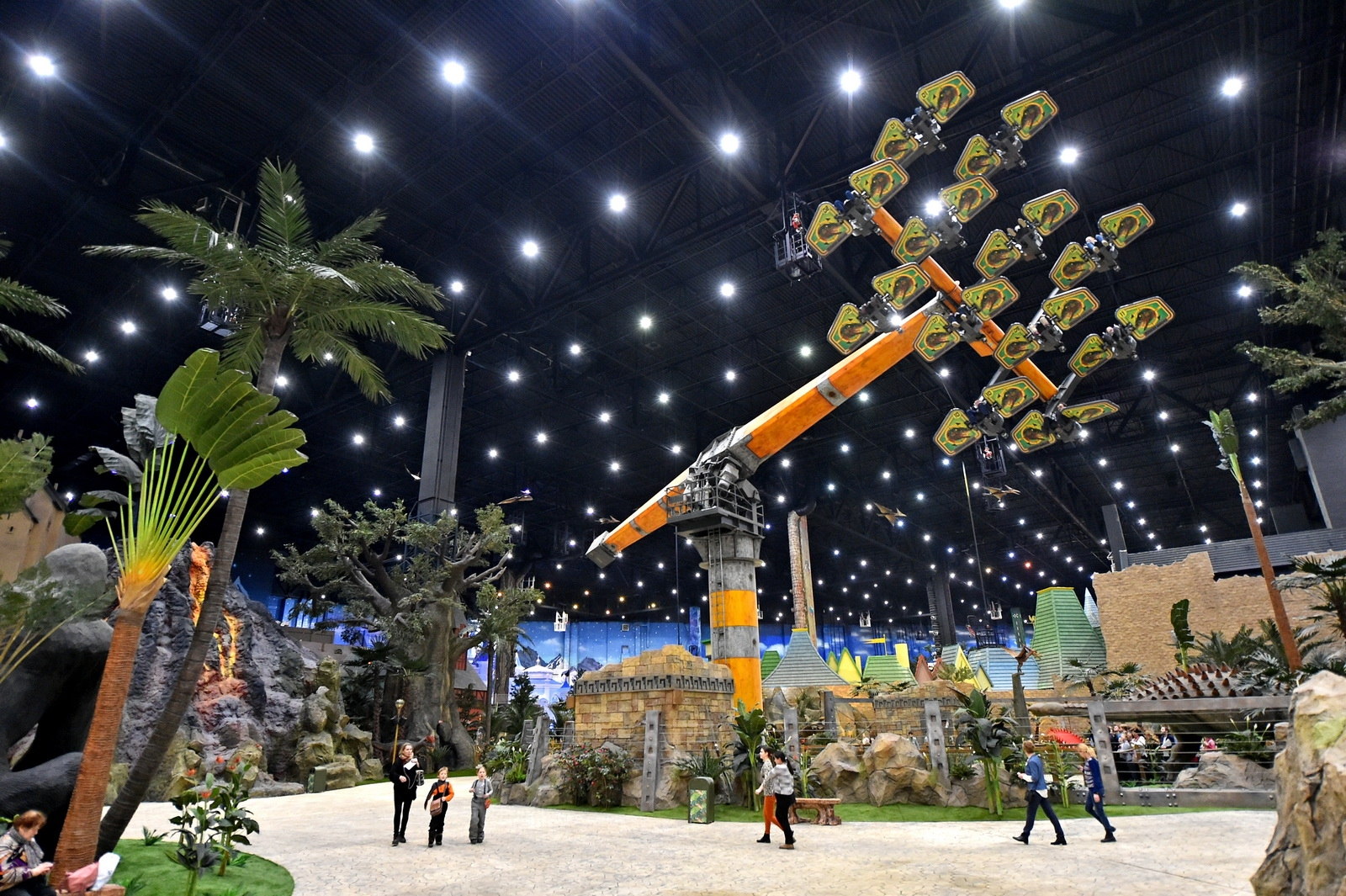
Flying School à Dream Island
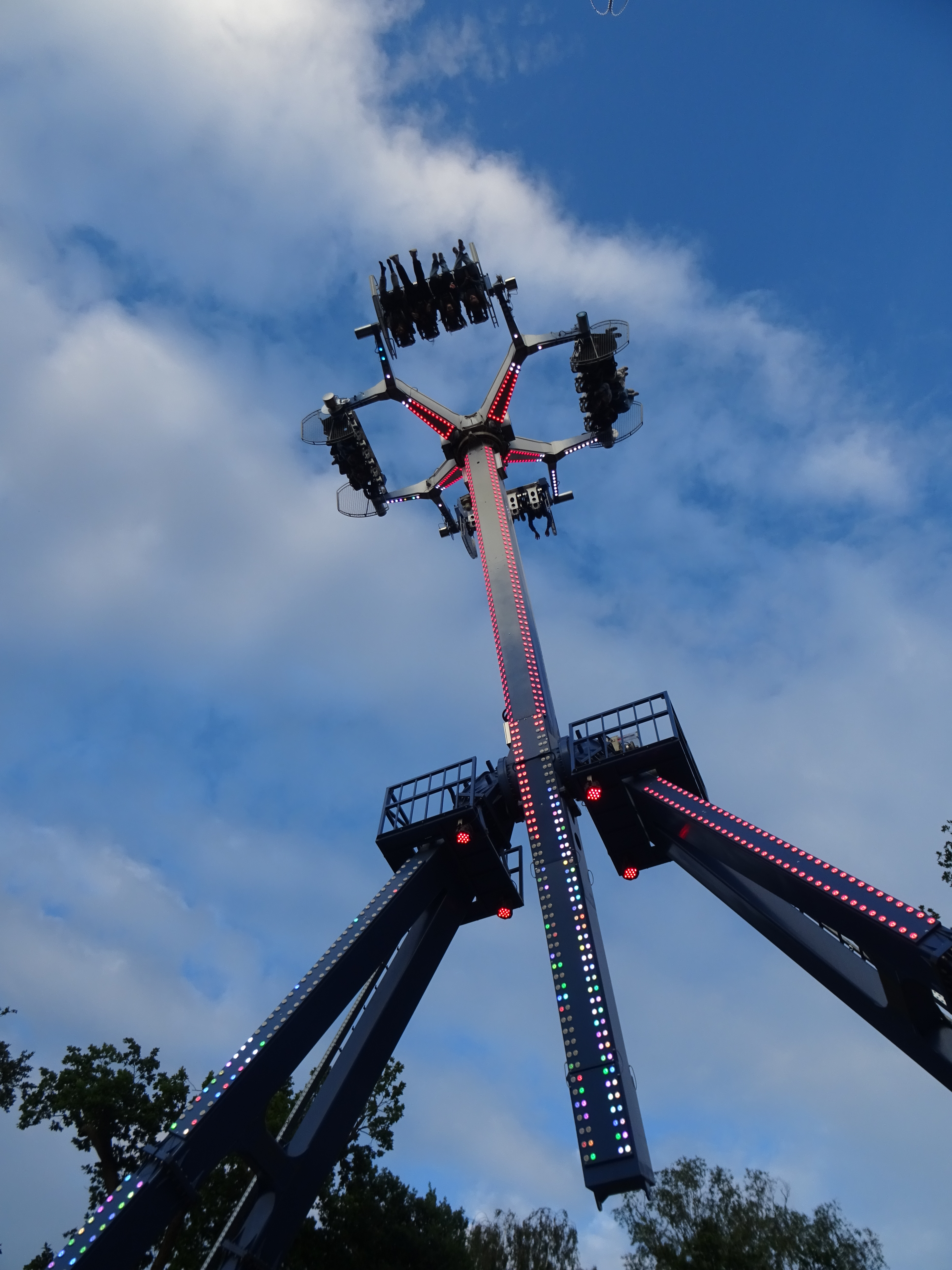
Himmelrum à Tivoli Friheden
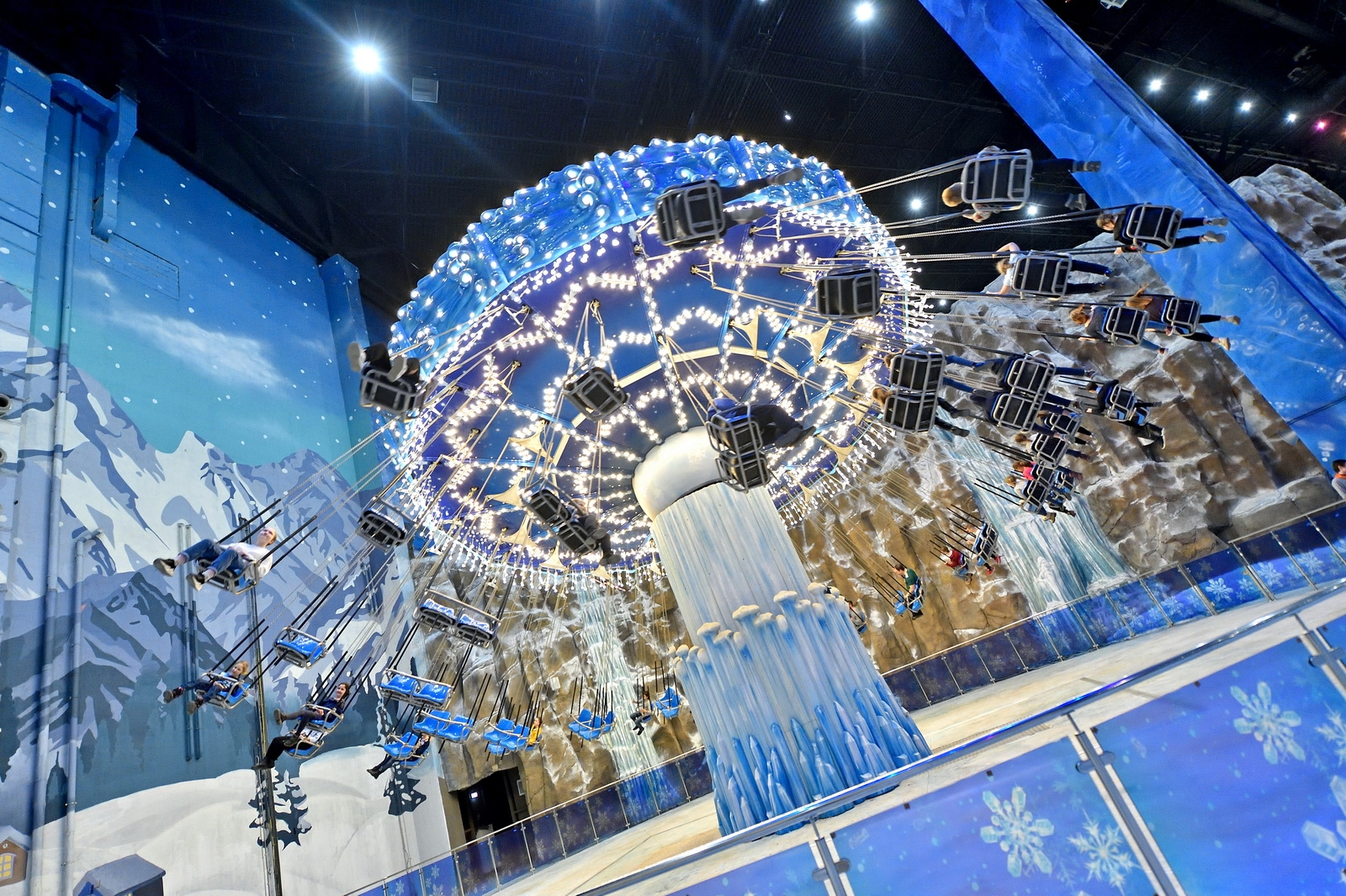
Ice Carrousel à Dream Island
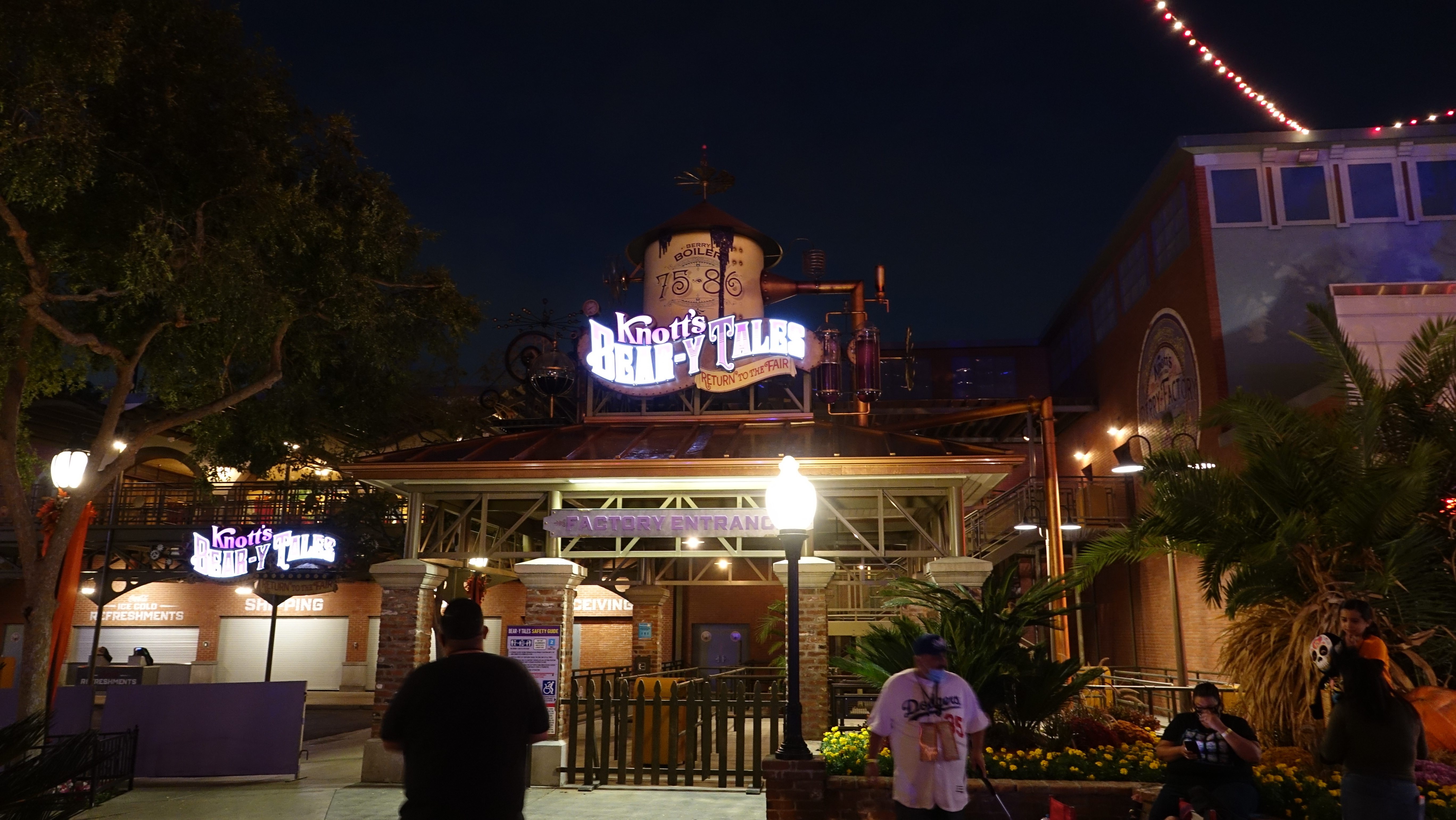
Knott's Bear-y Tales: Return to the Fair à Knott's Berry Farm
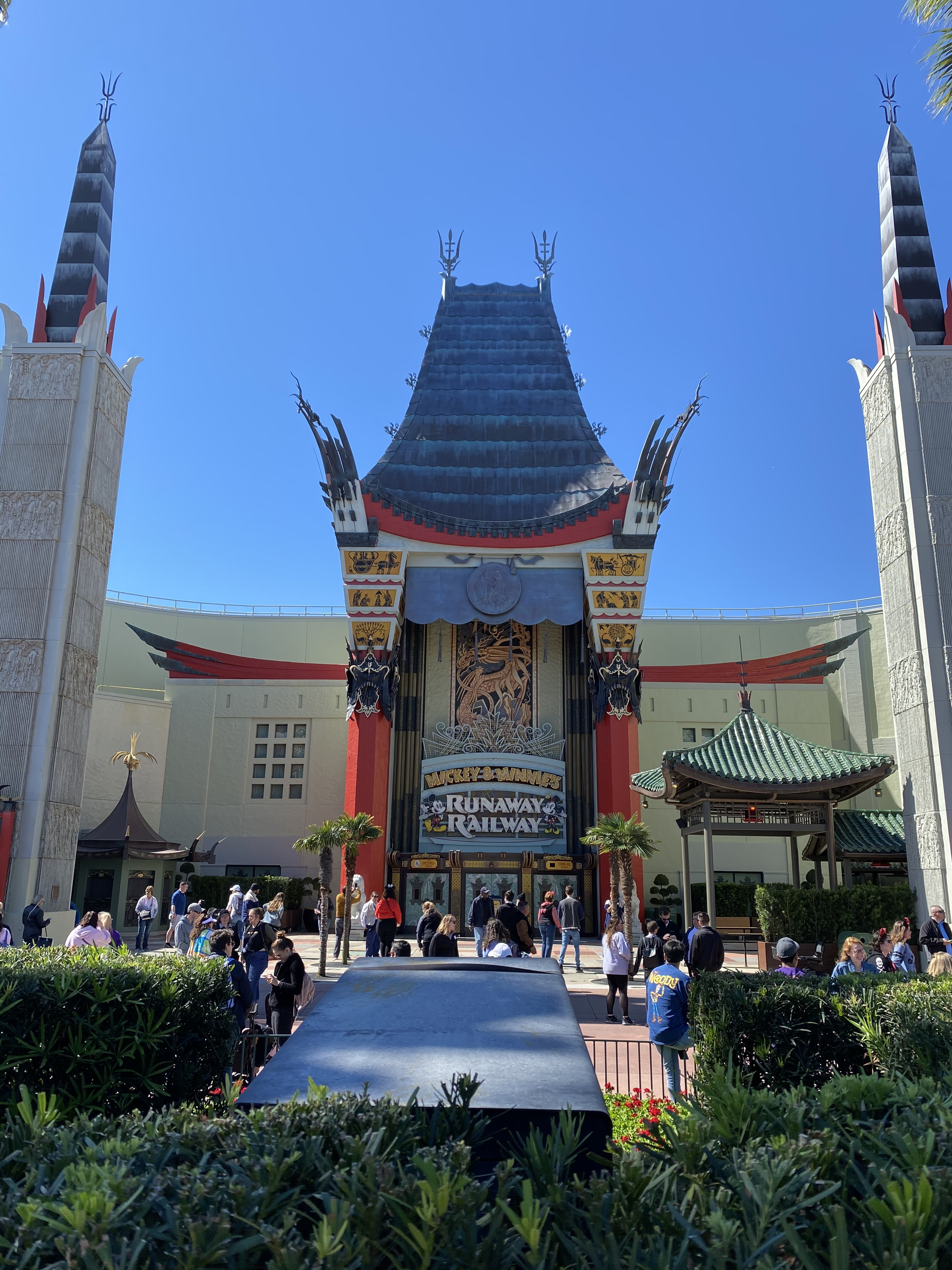
Mickey & Minnie's Runaway Railway à Disney's Hollywood Studios
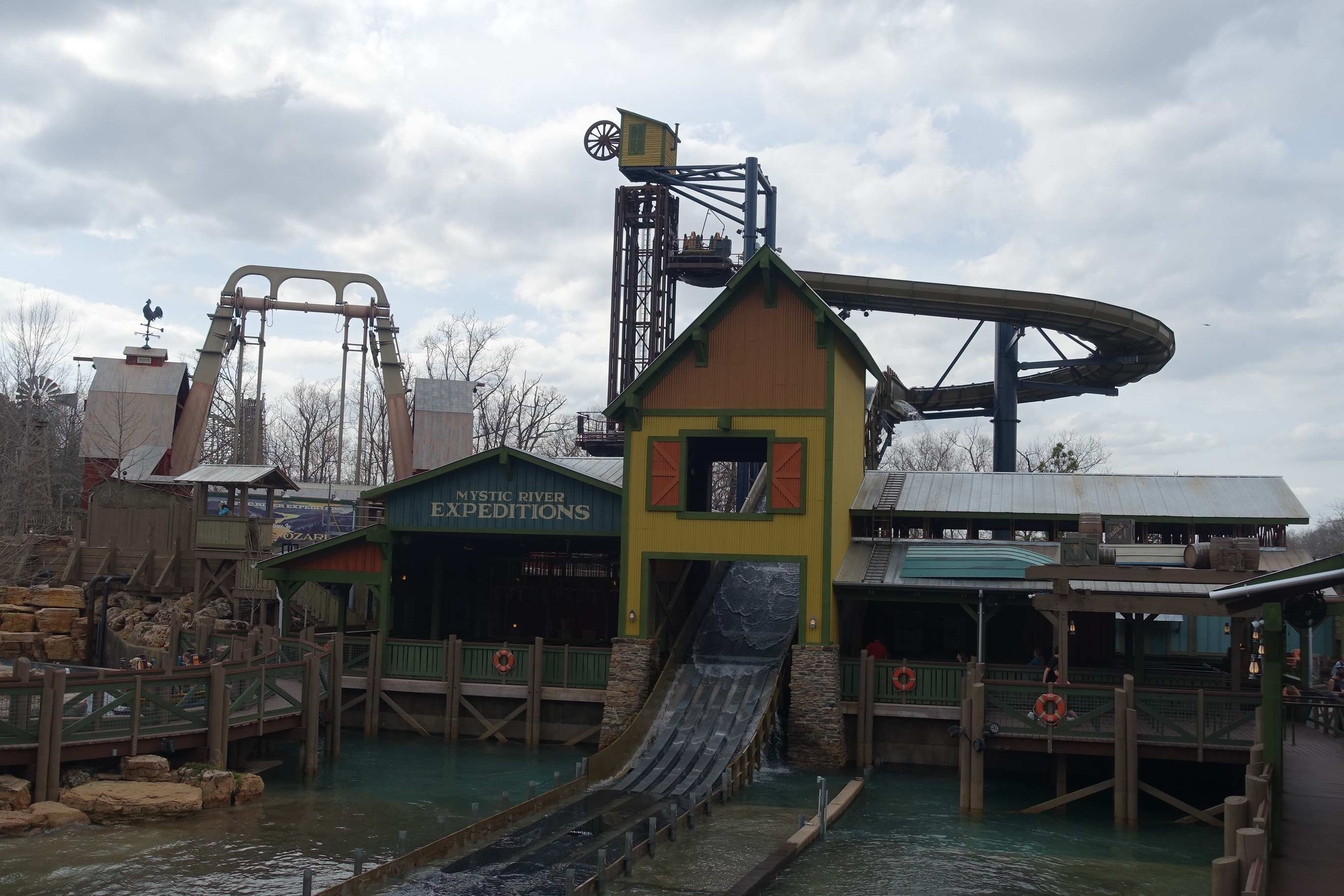
Mystic River Falls à Silver Dollar City
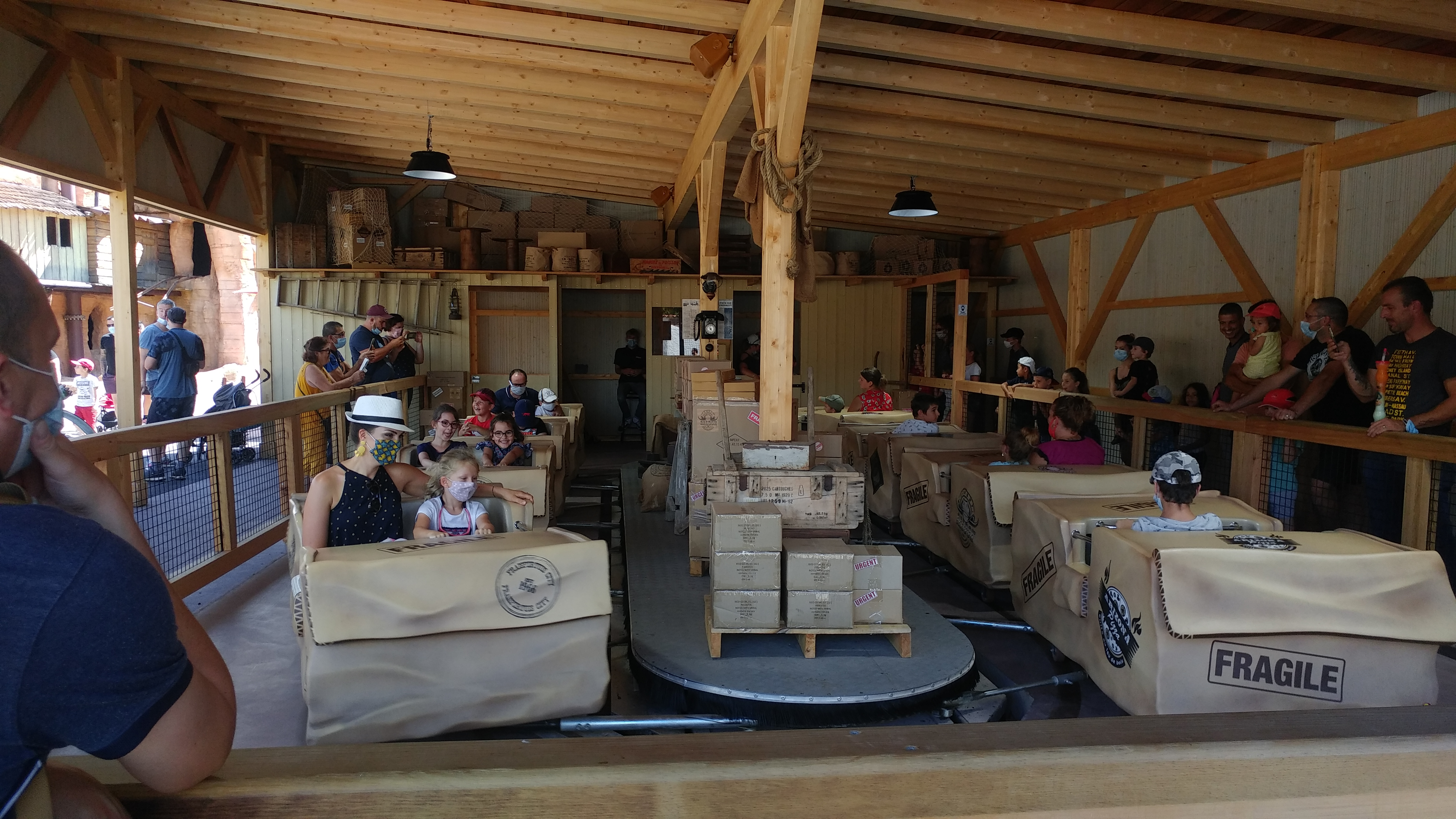
Post Office à Fraispertuis-City
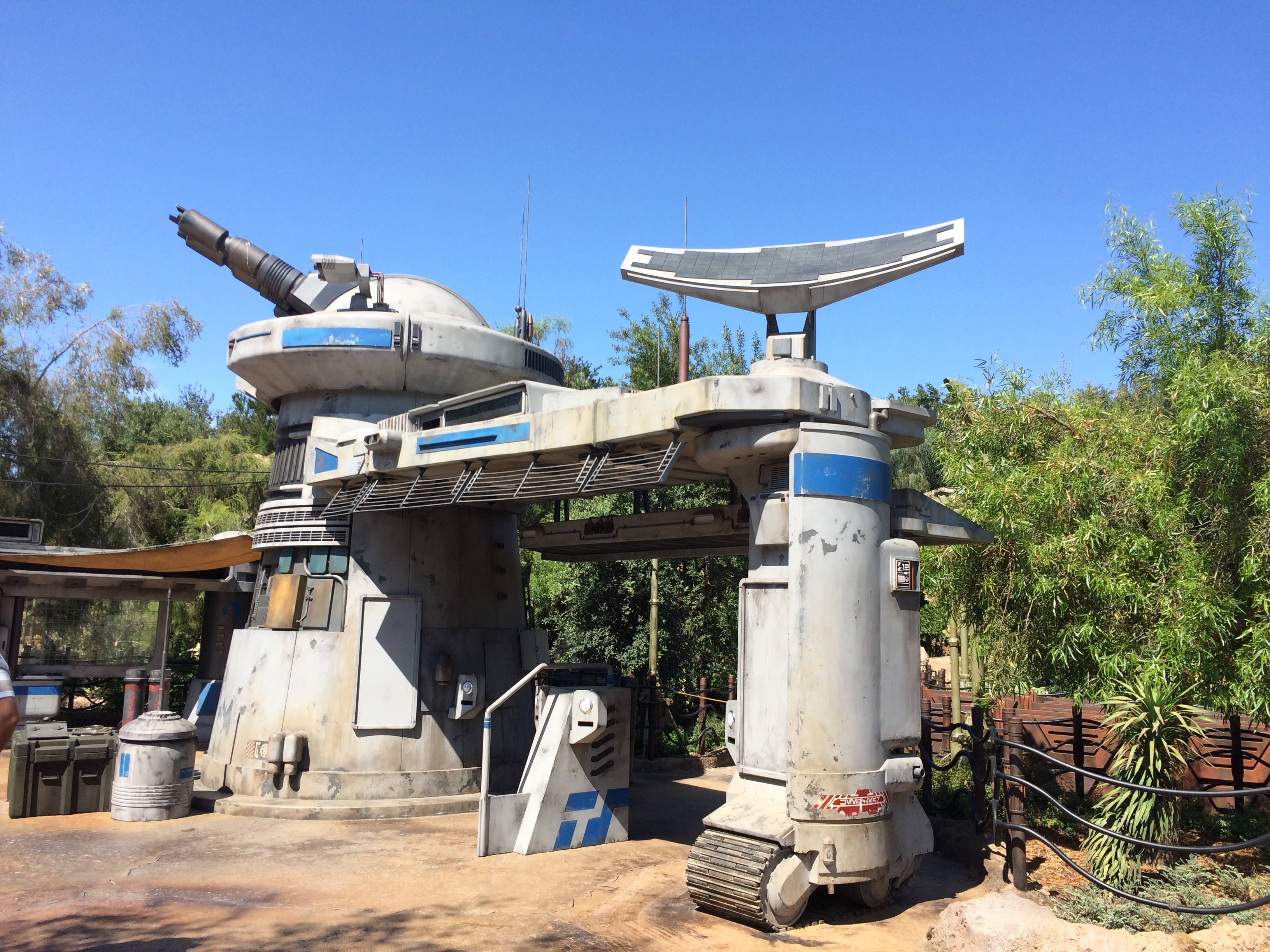
Star Wars: Rise of the Resistance à Disneyland

## Hôtels
- Nom inconnu - Energylandia  Pologne
- Charles Lindbergh Hotel - Phantasialand  Allemagne
- Le Grand Siècle - Puy du Fou  France
- Les Quais de Lutèce - Parc Astérix  France
- Universal's Endless Summer Resort - Dockside Inn and Suites - Universal Orlando Resort  États-Unis